# Liste der Biografien/Hum
Liste der Biografien |
Portal Biografien |
Personensuche
# |
A |
B |
C |
D |
E |
F |
G |
H |
I |
J |
K |
L |
M |
N |
O |
P |
Q |
R |
S |
T |
U |
V |
W |
X |
Y |
Z |
?
 
Ha |
Hd |
He |
Hi |
Hj |
Hk |
Hl |
Hm |
Hn |
Ho |
Hr |
Hs |
Ht |
Hu |
Hv |
Hw |
Hy
 
Hua |
Hub |
Huc |
Hud |
Hue |
Huf |
Hug |
Huh |
Hui |
Huj |
Huk |
Hul |
Hum |
Hun |
Huo |
Hup |
Huq |
Hur |
Hus |
Hut |
Huu |
Huv |
Huw |
Hux |
Huy |
Huz
Die Liste der Biografien führt alle Personen auf, die in der deutschsprachigen Wikipedia einen Artikel haben. Dieses ist eine Teilliste mit 502 Einträgen von Personen, deren Namen mit den Buchstaben „Hum“ beginnt.

## Hum

### Huma
- Huma, Bintou, gambische Sportfunktionärin im Schwimmsport
- Humaid, Lujain Ibrahim al- (* 1999), saudi-arabische Sprinterin
- Humaidan, Iman (* 1956), libanesische Schriftstellerin
- Humaidan, Mahdi al- (* 1993), bahrainischer Fußballspieler
- Humaidi, Abdulla Al (* 1998), Eishockeyspieler aus den Vereinigten Arabischen Emiraten
- Humair, Daniel (* 1938), Schweizer Jazz-Schlagzeuger
- Humala, Ollanta (* 1962), peruanischer Politiker
- Human, Charlie, südafrikanischer Fantasyautor
- Human, Franz Leo (1894–1957), österreichischer Komponist
- Human, Shirene (* 1980), südafrikanische Eiskunstläuferin
- Humana-Paredes, Melissa (* 1992), kanadische BeachvolleyballspielerinMelissa Humana-Paredes (* 1992)

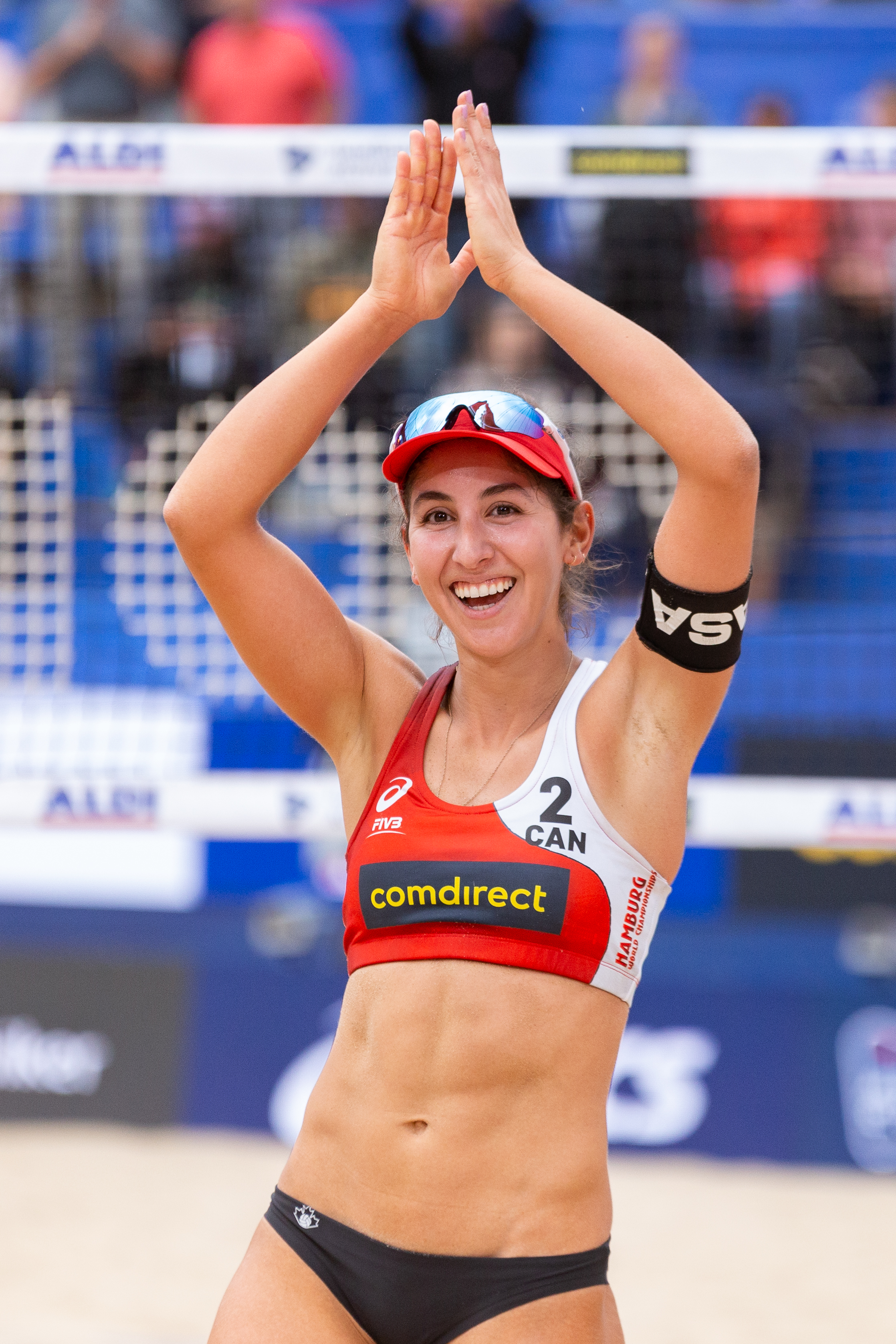
Melissa Humana-Paredes (* 1992)

- Humann, Carl (1839–1896), deutscher Ingenieur, Architekt und Archäologe
- Humann, Georg (1847–1932), deutscher Kunsthistoriker
- Humann, Hans (1878–1933), deutscher Diplomat in der Türkei
- Humann, Heinrich (1837–1915), deutscher Landwirt und Politiker (Zentrum), MdR
- Humann, Helmut (1922–1996), deutscher Künstler
- Humann, Henrik (1951–2012), deutscher Künstler
- Humann, Jean-Georges (1780–1842), französischer Politiker
- Humann, Johann Jakob (1771–1834), Bischof von Mainz
- Humann, Johannes (1880–1941), deutscher Landwirt und Politiker (Zentrum), MdL
- Humann, Klaus (* 1950), deutscher Verleger
- Humann, Louise (1766–1836), Freundin des Gründers der Kongregation Schwestern Unserer Lieben Frau von Sion
- Humann, Rolf von (1885–1961), deutscher Politiker (NSDAP), MdR
- Humann-Guilleminot, Edgar (1838–1914), französischer Admiral
- Humar, Tomaž (1969–2009), slowenischer BergsteigerTomaž Humar (1969–2009)

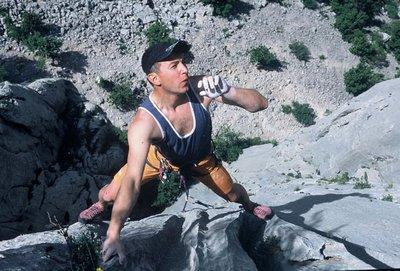
Tomaž Humar (1969–2009)

- Humason, Milton Lasell (1891–1972), US-amerikanischer Astronom
- Humaydi, al- († 1095), mallorquinischer Weiser des jemenitischen Stammes von AzD
- Humayun (1508–1556), Großmogul von Indien

### Humb
- Humbach, Daniel Friedrich, deutscher Bildhauer
- Humbach, Helmut (1921–2017), deutscher Sprachwissenschaftler und Iranist
- Humban-Haltaš I. († 681 v. Chr.), König von Elam (688–681 v. Chr.)
- Humban-Haltaš II. († 675 v. Chr.), König von Elam (680–675 v. Chr.)
- Humban-Haltaš III., König von Elam
- Humban-nikaš II., König von Elam (um 743–717 v. Chr.)
- Humban-nikaš III., König von Elam (etwa 653–651 v. Chr.)
- Humban-numena († 689 v. Chr.), elamitischer König
- Ḫumban-numena I., elamitischer König
- Humban-tahrah, elamitischer König
- Hümbətov, Fərhad (1968–1992), aserbaidschanischer Soldat
- Hümbətova, Şəhla, aserbaidschanische Menschenrechtsanwältin und politische Aktivistin
- Humbeck, Wilhelm (1905–1965), deutscher Politiker (SPD), MdL
- Humbel Näf, Ruth (* 1957), Schweizer Politikerin (CVP)Ruth Humbel Näf (* 1957)

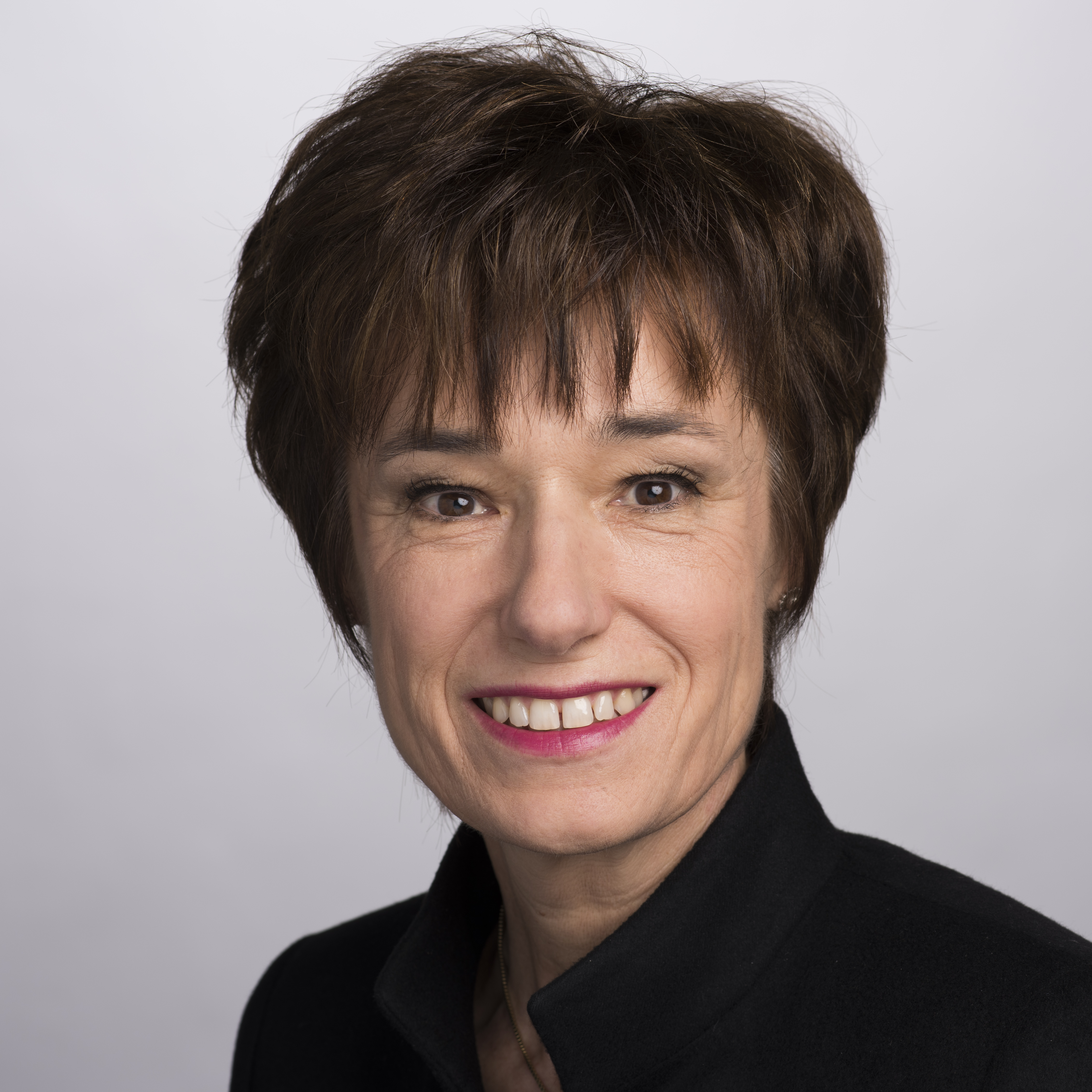
Ruth Humbel Näf (* 1957)

- Humbel, Beda (1933–2019), Schweizer Nationalrat (CVP)
- Humbelina von Jully-sur-Sarce, Priorin des Klosters von Jully-sur-Sarce
- Humber, Bruce (1913–1988), kanadischer Sprinter
- Humberg, Christian (* 1976), deutscher Schriftsteller, Übersetzer, Lektor und Journalist
- Humberstone, Beata (1869–1926), deutsch-kanadische Unternehmerin
- Humberstone, H. Bruce (1901–1984), US-amerikanischer Film- und Fernsehregisseur
- Humberstone, Holly (* 1999), britische Popsängerin und SongwriterinHolly Humberstone (* 1999)

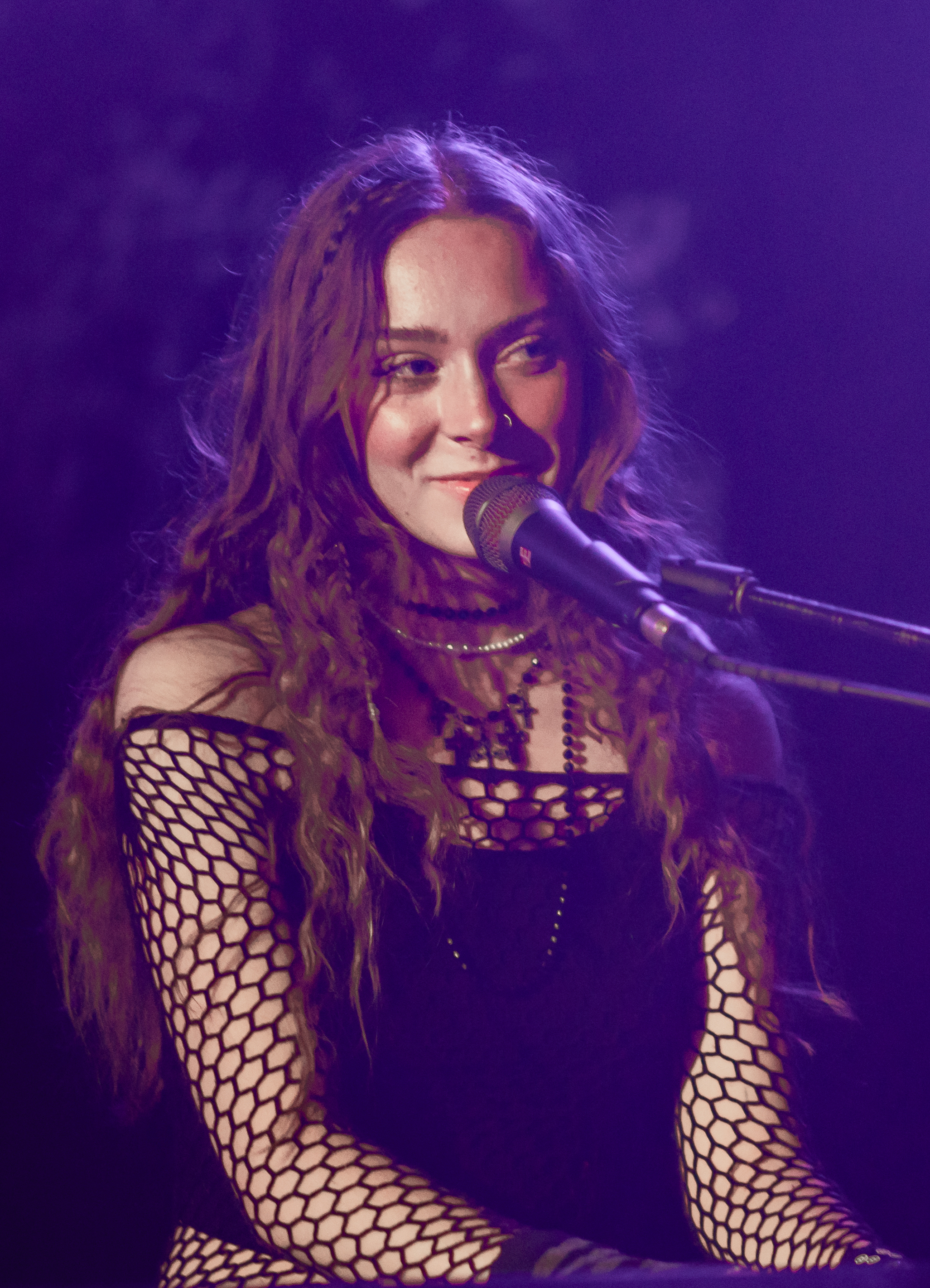
Holly Humberstone (* 1999)

- Humbert († 1104), Erzbischof des Erzbistums Hamburg-Bremen
- Humbert I., Stammvater des Hauses Savoyen
- Humbert I. († 1307), Seigneur de La Tour-du-Pin und durch Ehe Dauphin von Viennois
- Humbert II., Herr von Montpensier und Connétable von Frankreich
- Humbert II. († 1103), Graf von Savoyen
- Humbert II. (1312–1355), Dauphin von Viennois
- Humbert III., Herr von Beaujeu
- Humbert III. (* 1136), Graf von Savoyen
- Humbert IV., Erbe von Beaujeu, Herr von Montpensier
- Humbert V. (1189–1250), Herr von Beaujeu, Connétable von Frankreich
- Humbert von Neuenburg († 1417), Bischof von Basel (1395–1417)
- Humbert von Silva Candida († 1061), Theologe, Kardinal und Benediktiner
- Humbert, Abraham von (1689–1761), deutscher Mathematiker, Geograph, Ingenieur und Preußischer Major hugenottischer Abstammung
- Humbert, Agnès (1894–1963), französische Kunsthistorikerin und Mitglied der Résistance
- Humbert, Ashley (* 1982), australischer Radrennfahrer
- Humbert, Claas Hugo (1830–1904), deutsch-französischer Schriftsteller
- Humbert, Fernand (1842–1934), französischer Maler
- Humbert, Friedrich (1887–1941), deutscher Gemeindevorsteher und Politiker
- Humbert, Georg (1839–1898), deutscher Politiker
- Humbert, Georges (1859–1921), französischer Mathematiker
- Humbert, Georges Louis (1862–1921), französischer General
- Humbert, Gustav (* 1950), deutscher Manager, Chef von Airbus
- Humbert, Gustave Amédée (1822–1894), französischer Politiker, Mitglied der Nationalversammlung und Jurist
- Humbert, Jacqueline (* 1952), US-amerikanische Sängerin, Kostüm- und Bühnenbildnerin
- Humbert, Jean (1901–1980), französischer Gräzist und Neogräzist
- Humbert, Jean Joseph Amable (1767–1823), französischer General
- Humbert, Jean Paul (1766–1831), Berliner Unternehmer und Politiker
- Humbert, Jean-Henri (1887–1967), französischer Botaniker
- Humbert, Julien (* 1984), französischer Fußballspieler
- Humbert, Marie-Thérèse (* 1940), mauritische Schriftstellerin
- Hümbert, Michael (* 1990), deutscher Straßenradrennfahrer
- Humbert, Nicolas (* 1958), deutscher Filmregisseur, Drehbuchautor und Kameramann
- Humbert, Nicole (* 1972), deutsche Stabhochspringerin
- Humbert, Paul (1885–1972), Schweizer evangelischer Theologe, Hochschullehrer und Bibliothekar
- Humbert, Pierre (1891–1953), französischer Mathematiker
- Humbert, Roger (* 1929), Schweizer Künstler und Fotograf
- Humbert, Thérèse (* 1855), französische Betrügerin
- Humbert, Ugo (* 1998), französischer TennisspielerUgo Humbert (* 1998)

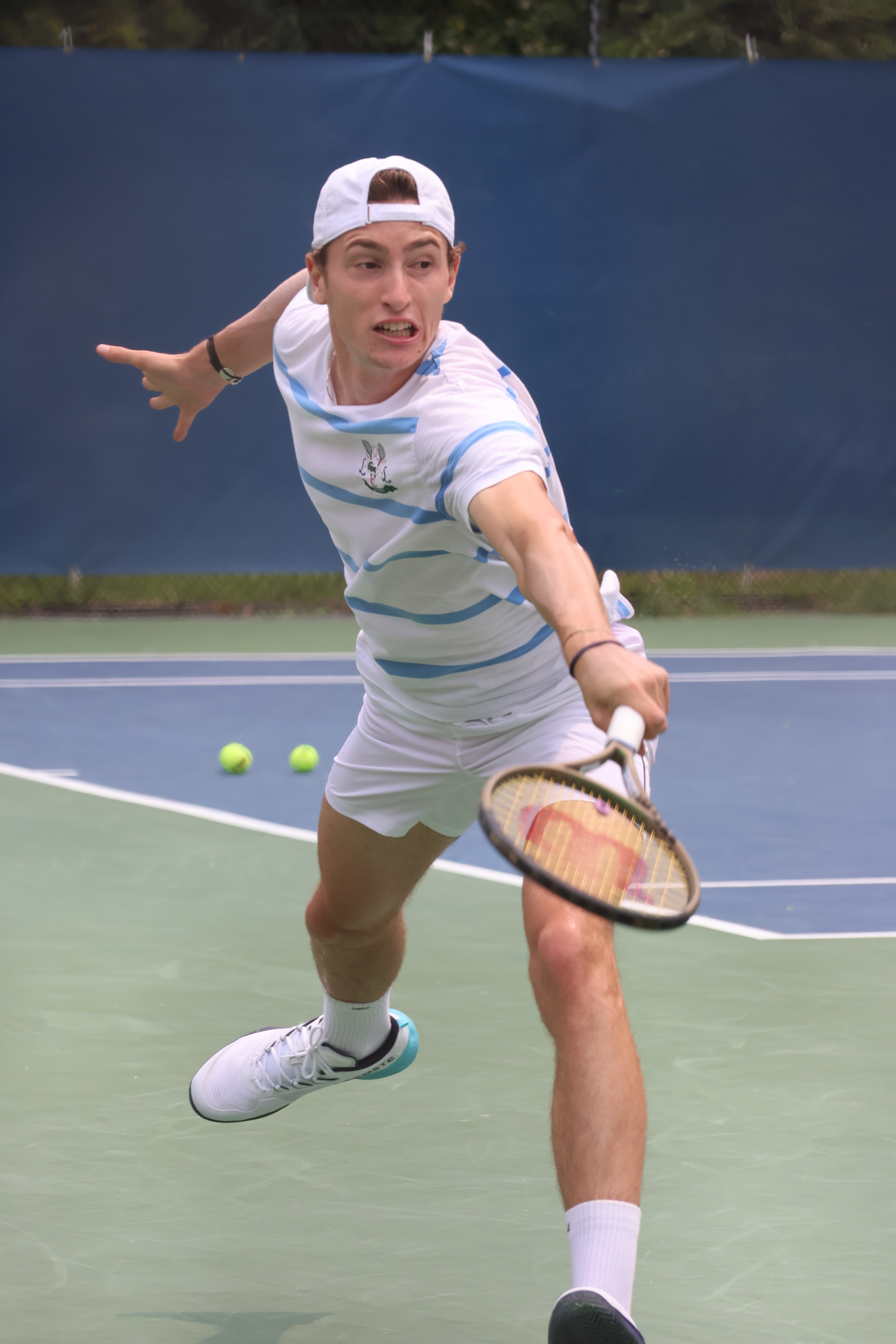
Ugo Humbert (* 1998)

- Humbert, Vincent (1981–2003), französischer Autor, dessen Tragödie in Frankreich eine Debatte über das Thema Sterbehilfe entfachte
- Humbert-Droz, Aimé (1819–1900), Schweizer Lehrer und Politiker
- Humbert-Droz, Amédor (1798–1865), Schweizer Politiker
- Humbert-Droz, Amélie (1851–1936), Schweizer Sekretärin, Redaktorin und Feministin aus dem Kanton Neuenburg
- Humbert-Droz, Jenny (1892–2000), Schweizer Politikerin und Frauenrechtlerin
- Humbert-Droz, Jules (1891–1971), Schweizer Politiker und Publizist
- Humbert-Droz, Marie (1819–1888), Schweizer Erzieherin, Redaktorin und Feministin
- Humble, David (* 1967), kanadischer Badmintonspieler
- Humble, Derek (1931–1971), britischer Saxophonist und Klarinettist
- Humble, Jim (* 1933), US-amerikanischer Geschäftsmann, angeblicher Wunderheiler, Autor und Verschwörungstheoretiker
- Humble, Rod (* 1964), US-amerikanischer Spieleentwickler und Manager
- Humblet, Pierre (* 1945), belgischer Bergsteiger und Sportfunktionär
- Humblot, Léon (1852–1914), französischer Botaniker und Resident (Gouverneur) von Grande Comore
- Humblot, Peter (1779–1828), deutscher Buchhändler und Verleger
- Humbold, Reinhold (* 1948), deutscher Triathlet
- Humboldt, Alexander Georg von (1720–1779), preußischer Offizier und Unternehmer

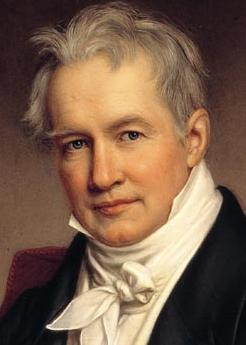
Alexander von Humboldt (1769–1859)

- Humboldt, Alexander von (1769–1859), deutscher Naturforscher mit einem weit über Europa hinausreichenden WirkungsfeldAlexander von Humboldt (1769–1859)
- Humboldt, Alexander von (1886–1940), deutscher SA-Führer
- Humboldt, Caroline von (1766–1829), Tochter des preußischen Kammerpräsidenten Karl Friedrich von Dacheröden und Ehefrau von Wilhelm von Humboldt
- Humboldt, Marie-Elisabeth von (1741–1796), Mutter von Alexander von Humboldt und Wilhelm von Humboldt
- Humboldt, Ralf (* 1956), deutscher Fußballspieler
- Humboldt, Wilhelm von (1767–1835), deutscher Gelehrter, Staatsmann und Begründer der Universität BerlinWilhelm von Humboldt (1767–1835)

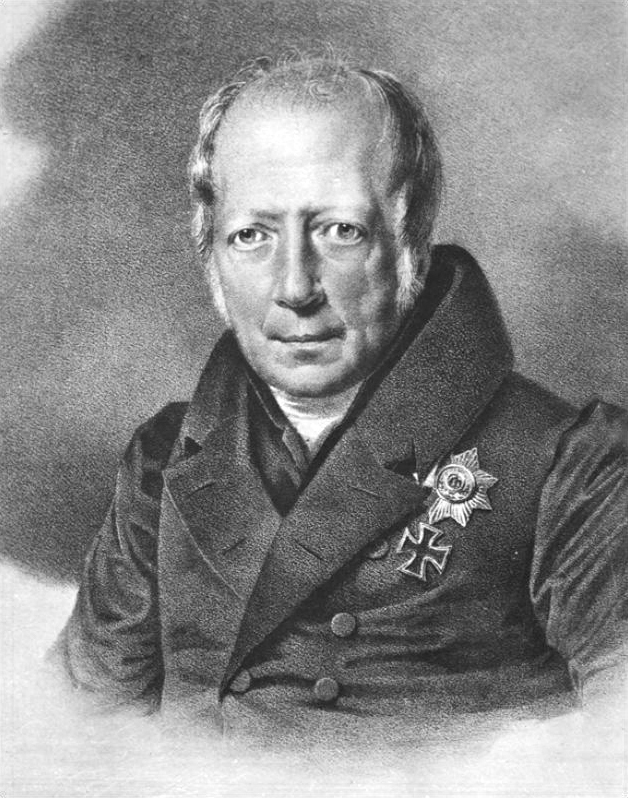
Wilhelm von Humboldt (1767–1835)

- Humboldt-Dachroeden, Hans Paul von (1857–1940), deutscher Diplomat
- Humborg, Adolf (1847–1921), deutscher Genremaler
- Humborg, Christian (* 1973), deutscher Manager
- Humborg, Franz-Egon (* 1937), deutscher Richter
- Humbracht, Adolph Carl von (1753–1837), deutscher Patrizier und Politiker
- Humbracht, Alexander August Christian von (1727–1774), kaiserlich österreichischer Offizier und Träger des Maria Theresia-Ordens
- Humbracht, Conrad von († 1582), deutscher Rechtsgelehrter, Geistlicher und Politiker
- Humbracht, Gottfried Eitel Ludwig von (1730–1822), österreichischer Feldmarschallleutnant
- Humbracht, Johann Hieronymus von (1652–1713), Frankfurter Politiker
- Humbracht, Johann Maximilian von (1654–1714), deutscher Politiker und Genealoge
- Humbracht, Josef von (1859–1932), deutscher Diplomat
- Humbracht, Malvina von (1825–1891), deutsche Schriftstellerin
- Humbrock, Harold (1905–1993), Tontechniker der für einen Film als VFX-Künstler verantwortlich war
- Hümbs, Christian (* 1981), deutscher Konditor
- Humbs, Manfred (1926–2000), deutscher Politiker (CSU), MdL
- Humbsch, Kristian (* 1942), deutscher Schriftsteller
- Humbser, Hans (1860–1926), deutscher Brauereibesitzer und Stifter
- Humburg, Christoph (* 1959), deutscher Pädagoge und Direktor des Caritasverbandes Wuppertal-SolingenChristoph Humburg (* 1959)

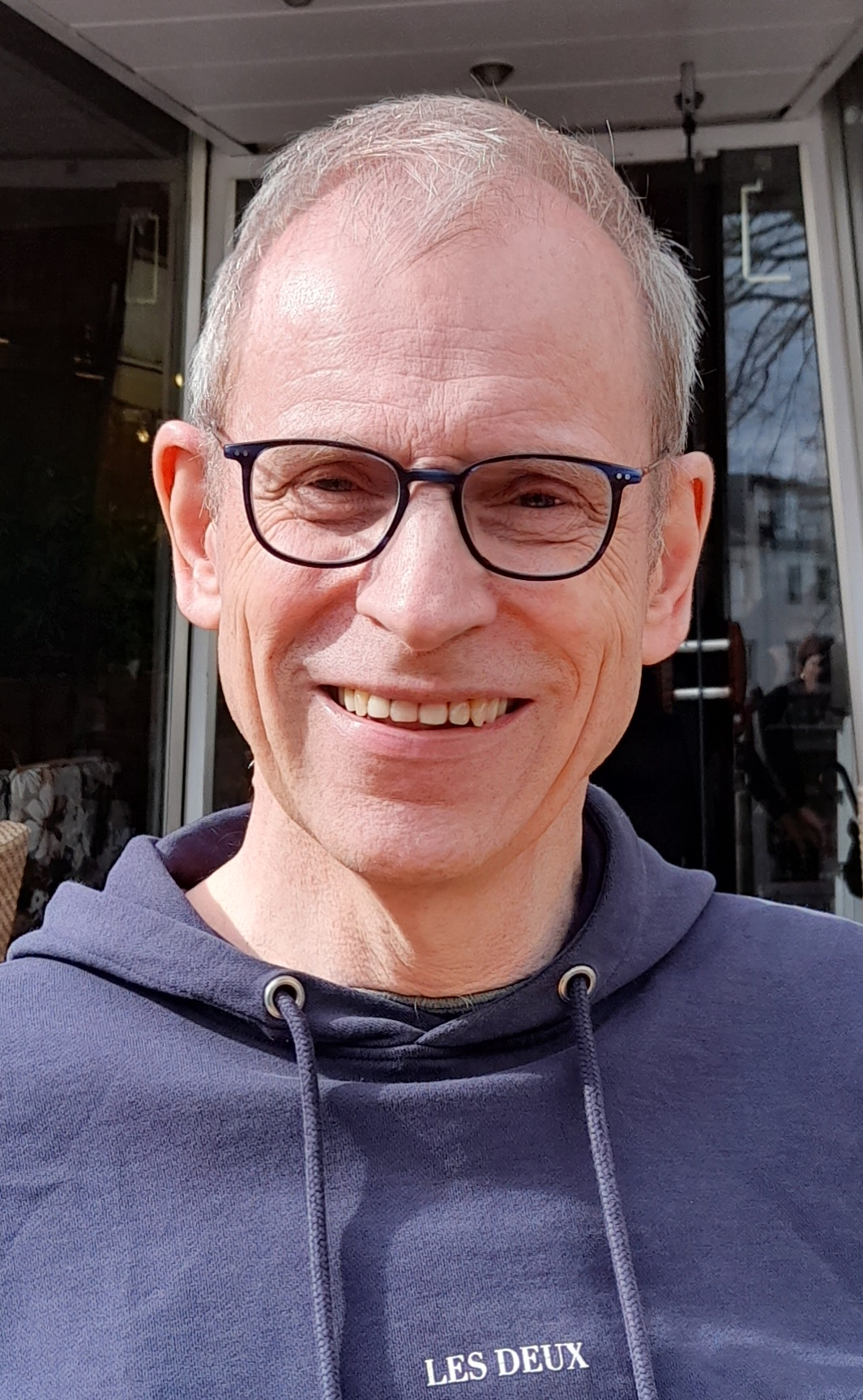
Christoph Humburg (* 1959)

- Humburg, Eva (1920–2018), deutsche Textildesignerin
- Humburg, Karl (1884–1978), deutscher Elektrotechniker und Hochschullehrer
- Humburg, Lorenz (1906–1994), deutscher Maler und Kunstpädagoge
- Humburg, Paul (1878–1945), deutscher reformierter Theologe
- Humburg, Will (* 1957), deutscher Dirigent
- Humby Beecham, Betty (1908–1958), englische Pianistin
- Humby, Alison (* 1972), englische Badmintonspielerin
- Humby, Harold (1879–1923), britischer Sportschütze

### Hume
- Hume al-Sayfi, afrikanischer Herrscher, begründete die Sefuwa-Dynastie
- Hume, Alan (1924–2010), britischer Kameramann
- Hume, Alexander († 1609), schottischer Dichter, Geistlicher und Grammatiker
- Hume, Allan Octavian (1829–1912), schottischer Ornithologe, Theosoph und Politiker
- Hume, Basil (1923–1999), britischer Geistlicher, Kardinal und Erzbischof von Westminster
- Hume, Benita (1906–1967), englische Schauspielerin
- Hume, Cameron R. (* 1947), US-amerikanischer Diplomat, Botschafter in Algerien, Indonesien, Sudan und Südafrika
- Hume, Cyril (1900–1966), US-amerikanischer Drehbuchautor
- Hume, David (1711–1776), schottischer Philosoph, Ökonom und HistorikerDavid Hume (1711–1776)

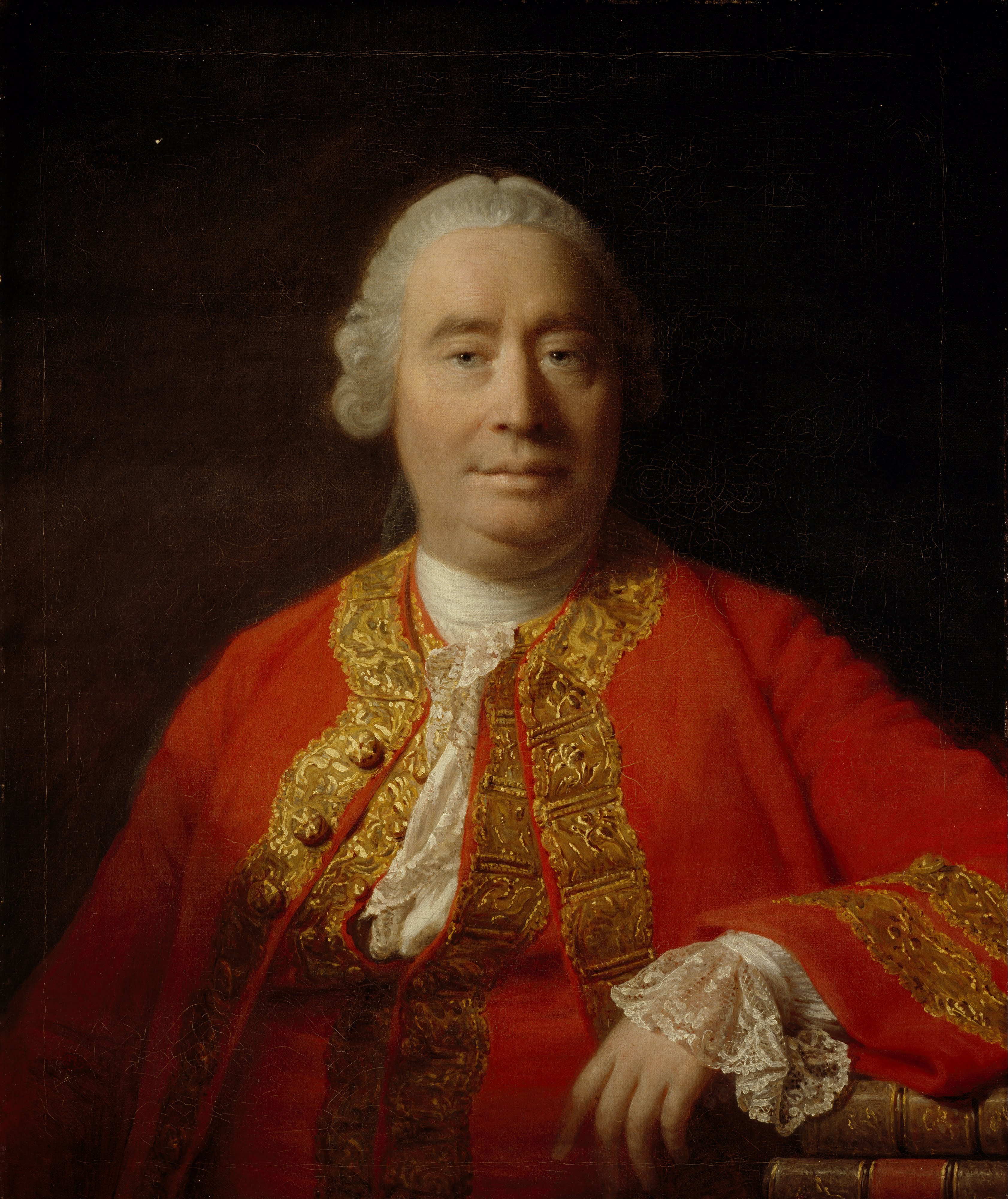
David Hume (1711–1776)

- Hume, Donald (1915–2001), US-amerikanischer Ruderer
- Hume, Donald C. (1907–1986), englischer Badmintonspieler
- Hume, Edith (1843–1906), englische Malerin
- Hume, Edward Archibald (1878–1915), britischer Richter und Politiker
- Hume, Fergus (1859–1932), englischer Schriftsteller
- Hume, Fred (1892–1967), kanadischer Lacrossespieler, Unternehmer, Politiker, sowie Fußball-, Lacrosse- und Eishockeyfunktionär
- Hume, George (1862–1936), schottischer Schachkomponist
- Hume, Graham (* 1990), englischer Cricketspieler
- Hume, Hamilton (1797–1873), australischer Forschungsreisender
- Hume, Ian, schottischer Badmintonspieler
- Hume, Jim (* 1962), schottischer Politiker
- Hume, John (1937–2020), nordirischer Politiker, Mitglied des House of Commons, MdEP und FriedensnobelpreisträgerJohn Hume (1937–2020)

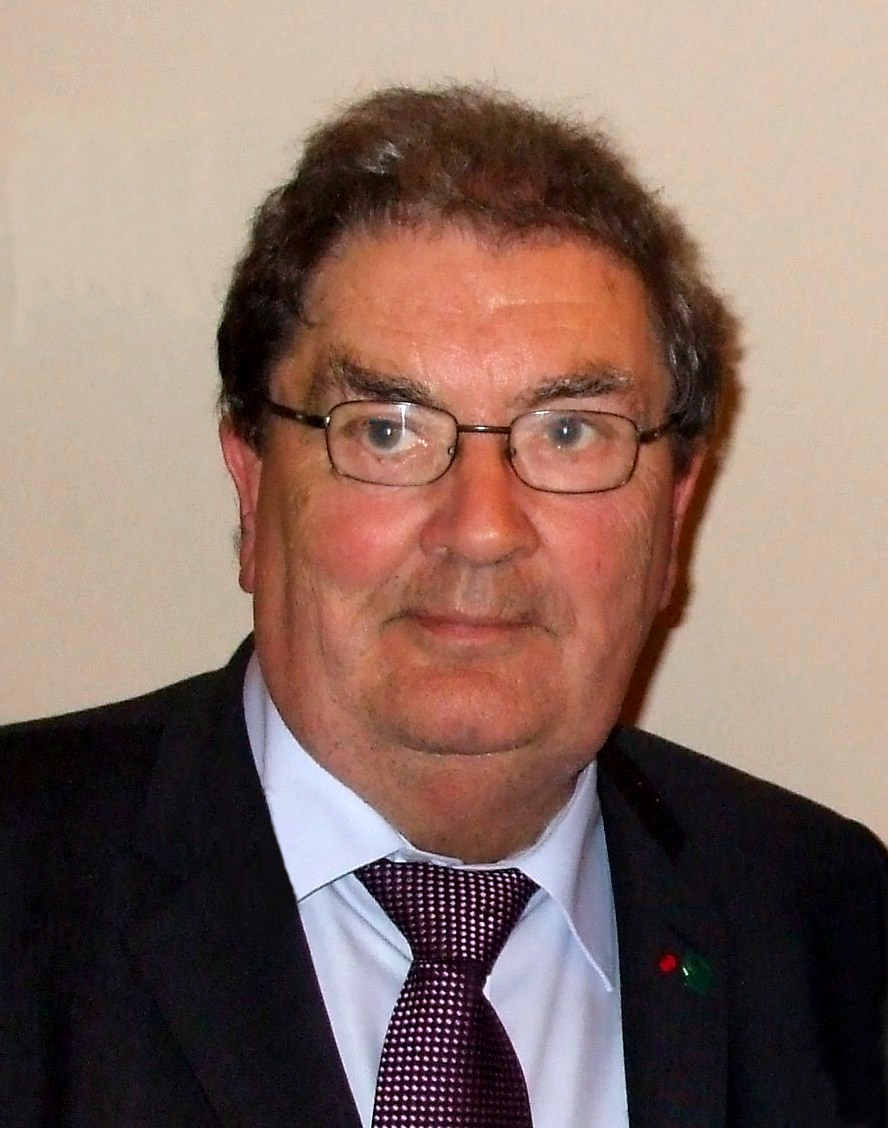
John Hume (1937–2020)

- Hume, Joseph (1777–1855), britischer Arzt und Politiker, Mitglied des House of Commons
- Hume, Julian P. (* 1960), britischer Paläontologe, Ornithologe, Tierillustrator und Sachbuchautor
- Hume, Kirsty (* 1976), schottisches Model
- Hume, Maureen († 1971), schottische Badmintonspielerin
- Hume, Reginald Vernon (1898–1960), britischer Offizier, lieferte 1946 einen Plan zur Schaffung des Landes Niedersachsen
- Hume, Rob (* 1950), britischer Ornithologe und Autor
- Hume, Robert (1941–1997), schottischer Fußballspiele
- Hume, Roger (1940–1996), britischer Schauspieler
- Hume, Tobias († 1645), englischer Komponist, Gambist und Soldat
- Hume-Campbell, Amabel, 1. Countess de Grey (1751–1833), britische Peeress
- Hume-Rothery, William (1899–1968), englischer Metallurg und Werkstoffwissenschaftler
- Humeau, Marguerite (* 1986), französische bildende Künstlerin
- Humel, Gerald (1931–2005), US-amerikanischer Komponist
- Humenberger, Ewald (* 1967), österreichischer Handballtorhüter
- Humenberger, Johann (* 1963), österreichischer Mathematiker
- Humenberger, Karl (1906–1989), österreichischer Fußballspieler und -trainer
- Humenberger, Roman (* 1945), österreichischer Radrennfahrer
- Humenjak, Mychajlo (* 1980), ukrainischer Skilangläufer
- Humenna, Dokija (1904–1996), ukrainische Schriftstellerin
- Humer, August (1947–2007), österreichischer Organist und Cembalist
- Humer, Egon (* 1954), österreichischer Regisseur, Drehbuchautor, Filmemacher
- Humer, Franz (* 1964), österreichischer Archäologe und Museumsleiter
- Humer, Franz B. (* 1946), österreichisch-schweizerischer Manager
- Humer, Leo Sebastian (1896–1965), österreichischer Maler
- Humer, Martin (1925–2011), österreichischer FotografMartin Humer (1925–2011)

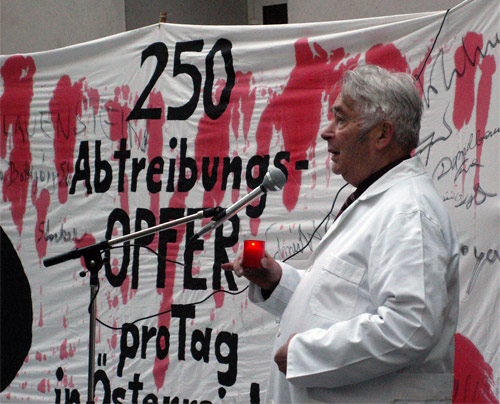
Martin Humer (1925–2011)

- Humer, Wilhelm († 1897), österreichischer Maler
- Humer-Seeber, Margit (1923–2008), österreichische Schauspielerin, Radiosprecherin und Programmgestalterin
- Humer-Vogl, Kimbie (* 1971), österreichische Politikerin (GRÜNE), Salzburger Landtagsabgeordnete
- Humes, Helen (1913–1981), US-amerikanische Jazz- und Blues-Sängerin
- Humes, Immy, US-amerikanische Regisseurin und Filmproduzentin
- Humes, Marvin (* 1985), britischer Popsänger
- Humes, Mary-Margaret (* 1954), US-amerikanische Schauspielerin
- Humeston, Jay (1944–2001), US-amerikanischer Cellist
- Humez, Charles (1927–1979), französischer Boxer

### Humf
- Humfred († 1057), Graf von Apulien
- Humfrey, Pelham († 1674), englischer Komponist
- Humfried († 1051), Erzbischof von Magdeburg (1023–1051)
- Humfried I. von Toron, Herr von Toron
- Humfried II. von Toron (1117–1179), Baron und Konstabler im Königreich Jerusalem
- Humfried III. von Toron, Herr von Oultrejordain
- Humfried IV. von Toron, Herr von Toron im Königreich Jerusalem
- Humfried von Gothien, Graf von Barcelona, Girona, Empúries, Roussillon und Narbonne
- Humfried von Montfort († 1284), Herr von Tyrus und Beirut

### Humi
- Humilis von Bisignano (1582–1637), italienischer Franziskaner und Mystiker
- Humilitas von Vallombrosa († 1310), italienische Ordensfrau, Heilige der katholischen Kirche

### Humj
- Humjanjuk, Jury (1969–2013), belarussischer Journalist

### Humk
- Humke, Patrick (* 1969), deutscher Politiker (Die Linke), MdL

### Huml
- Huml, Ivan (* 1981), tschechischer Eishockeyspieler
- Huml, Melanie (* 1975), deutsche Politikerin (CSU), MdLMelanie Huml (* 1975)

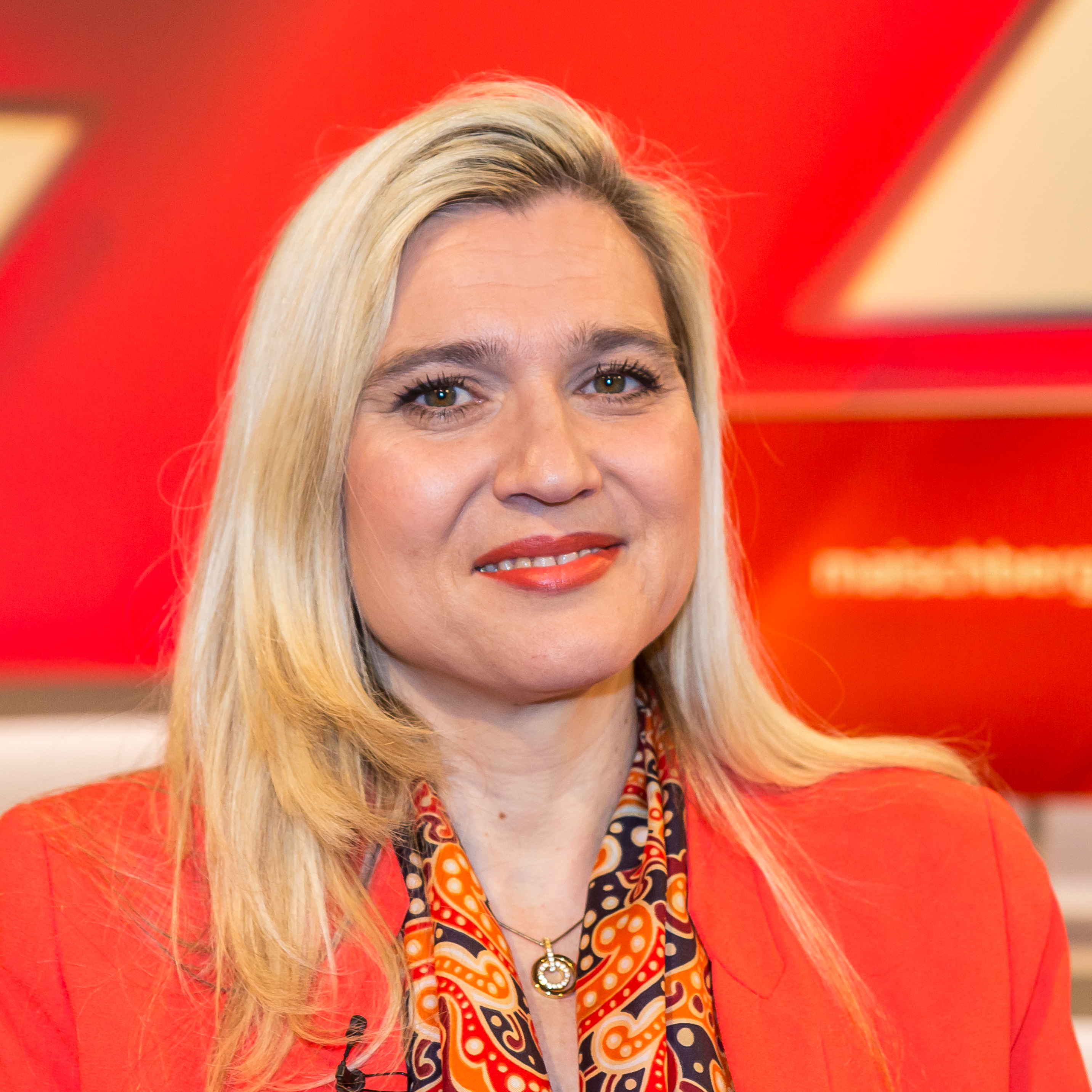
Melanie Huml (* 1975)

- Huml, Paul (1915–1988), deutscher Schriften- und Kunstmaler
- Humlekjær, Jan Erik (* 1946), norwegischer Bogenschütze

### Humm
- Humm, Äneas (* 1995), Schweizer Klassiksänger (Bariton)
- Humm, Daniel (* 1976), Schweizer Koch
- Humm, Fabienne (* 1986), Schweizer Fussballspielerin
- Humm, Imanuel (* 1966), Schweizer Schauspieler
- Humm, Philipp (* 1959), deutscher Künstler, Filmregisseur und Manager
- Humm, Rudolf Jakob (1895–1977), Schweizer Schriftsteller und Übersetzer
- Humm-Rellstab, Regula (* 1929), Schweizer Bildende Künstlerin
- Humm-Sernau, Lola (1895–1990), deutsch-schweizerische Sekretärin von Lion Feuchtwanger
- Hummanik, Sylke (* 1968), deutsche Biathletin
- Hümme, Anja (* 1967), deutsche Fußballspielerin
- Humme, Christel (* 1949), deutsche Politikerin (SPD), MdB
- Hummel, Albert (1870–1943), österreichischer Politiker (SDAP), Landtagsabgeordneter
- Hummel, Albrecht (* 1949), deutscher Sportpädagoge, Hochschullehrer
- Hummel, Alfred (1891–1973), deutscher Bauingenieur
- Hummel, Annemarie († 1999), deutsche Schauspielerin
- Hummel, Annie (1884–1964), deutsche Opernsängerin und Bühnenschauspielerin
- Hummel, Arthur W. junior (1920–2001), US-amerikanischer Diplomat
- Hummel, Arthur W. senior (1884–1975), amerikanischer Missionar und Sinologe
- Hummel, Arvid David (1778–1836), schwedischer Entomologe und Schriftsteller
- Hummel, Benedikt (1901–1996), deutscher Chirurg und Hochschullehrer
- Hummel, Bernhard Friedrich (1725–1791), deutscher Pädagoge
- Hummel, Bertold (1925–2002), deutscher KomponistBertold Hummel (1925–2002)

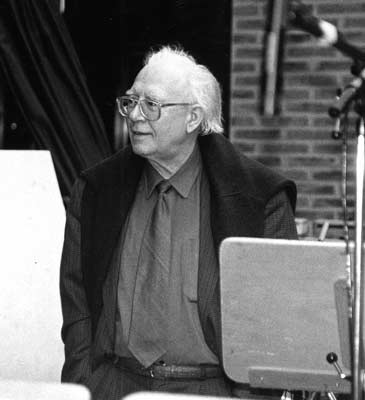
Bertold Hummel (1925–2002)

- Hummel, Carl (1769–1840), österreichischer Porträtmaler
- Hummel, Carl (1821–1906), deutscher Landschaftsmaler und Radierer
- Hummel, Clemens (1869–1938), deutscher Architekt und Fachschullehrer
- Hummel, David (* 1978), deutscher Rechtswissenschaftler
- Hummel, David (* 2002), deutscher Fußballspieler
- Hummel, Diana (* 1963), deutsche Politik- und Umweltwissenschaftlerin
- Hummel, Diether (1908–1989), deutscher Sektproduzent, Verbandspräsident und Fastnachter
- Hummel, Dietmar (* 1973), deutscher Fußballtorhüter
- Hummel, Eduard (1814–1892), deutscher Komponist und Kapellmeister
- Hummel, Eleonora (* 1970), deutsche Schriftstellerin
- Hummel, Erdmann (* 1963), deutscher Journalist und TV-Reporter
- Hummel, Erik (* 1987), US-amerikanisch-italienischer Fußballspieler
- Hummel, Eugen (* 1812), österreichischer Porträt- und Genremaler
- Hummel, Ferdinand (1855–1928), deutscher Komponist und Musikprofessor
- Hummel, Finn (* 2001), deutscher Handballtorwart
- Hummel, Franz (1939–2022), deutscher Komponist und Pianist
- Hummel, Fritz (1828–1905), deutscher Porträt- und Historienmaler
- Hummel, Georg (1856–1902), deutscher Erfinder und Unternehmer
- Hummel, George (* 1976), namibischer Fußballspieler
- Hummel, Gerhard (* 1953), deutscher Fußballspieler
- Hummel, Gerhard F. (1921–2008), deutscher Filmproduktionsleiter, Dramaturg und Drehbuchautor
- Hummel, Gert (1933–2004), evangelischer Theologe und Bischof der Evangelisch-Lutherischen Kirche in Georgien
- Hummel, Gottfried (* 1968), deutscher Musiklehrer, Komponist und Arrangeur
- Hummel, Günther (* 1927), sowjetisch-deutscher Bildhauer, Lehrer und Musiker
- Hummel, Gustav (1824–1910), deutscher Unternehmer und Politiker
- Hummel, Hans († 1630), fränkischer Orgelbauer in Polen und Oberungarn
- Hummel, Hans (1787–1854), Hamburger OriginalHans Hummel (1787–1854)

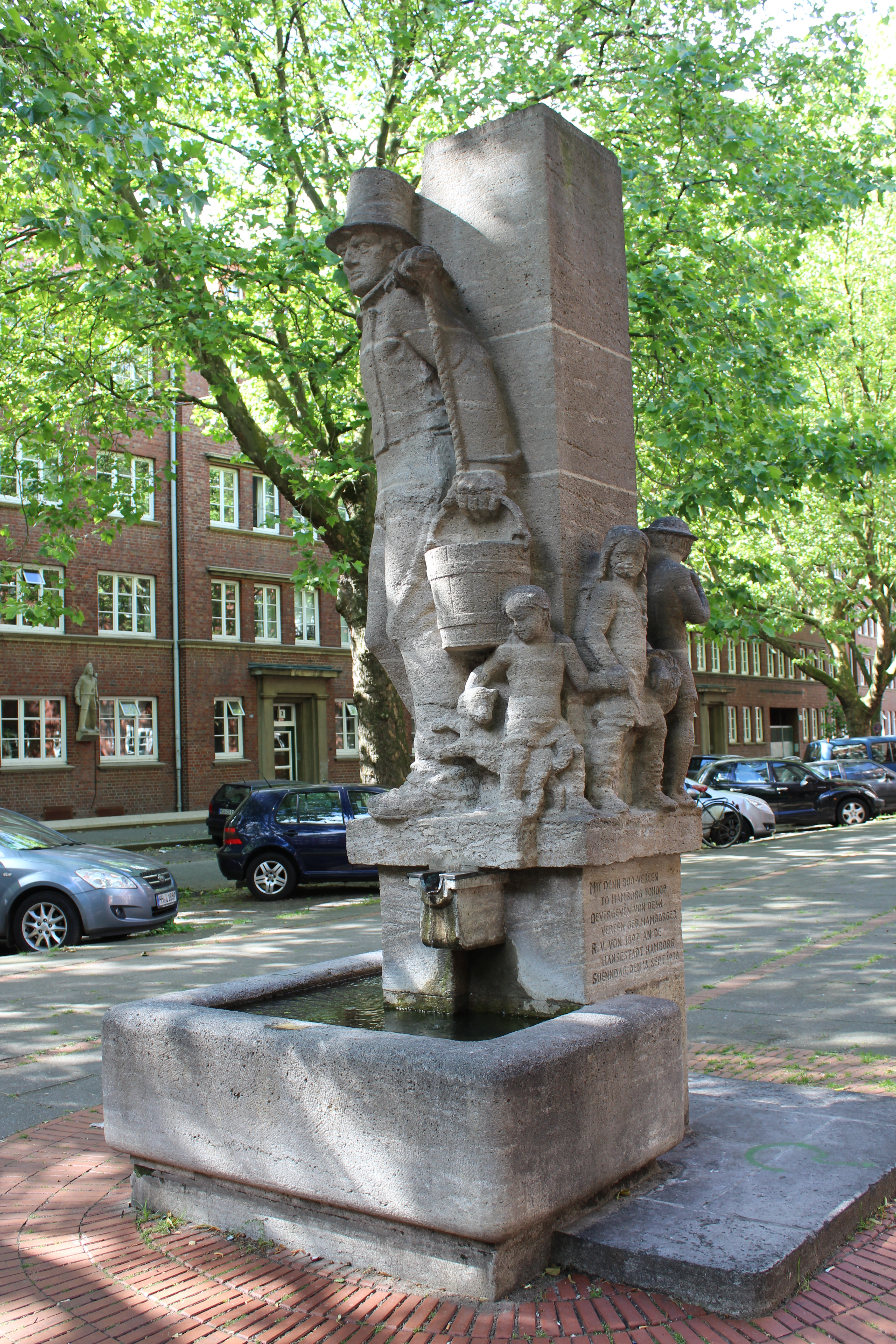
Hans Hummel (1787–1854)

- Hummel, Hans-Peter, deutscher Wirtschaftspsychologe und Autor
- Hummel, Heidemarie (* 1943), deutsche Leichtathletin
- Hummel, Helmut von (1910–2012), deutscher Jurist, Privatsekretär Bormanns
- Hummel, Herbert (1907–1944), deutscher Jurist; Vizegouverneur des Distrikts Warschau im Generalgouvernement
- Hummel, Hermann (1876–1952), deutscher Chemiker, Pädagoge, Manager und Politiker (DDP), MdR, Staatspräsident der Republik Baden
- Hummel, Hermann Joseph (1834–1921), deutscher Fabrikant, Kommerzienrat, Verbandsfunktionär und Politiker
- Hummel, Ian, US-amerikanischer Schauspieler und Requisiteur
- Hummel, Inke (* 1977), deutsch Pädagogin und Autorin
- Hummel, Jacqueline (* 1992), deutsche Handballspielerin
- Hummel, Jakob (1893–1946), sowjetischer Archäologe und Volkskundler deutscher Abstammung
- Hummel, Johann Caspar (1774–1850), deutscher Maschinenbauer und Unternehmer
- Hummel, Johann Erdmann (1769–1852), deutscher Maler
- Hummel, Johann Heinrich (1611–1674), Schweizer reformierter Geistlicher
- Hummel, Johann Julius (1728–1798), deutscher Musikverleger
- Hummel, Johann Nepomuk (1778–1837), österreichischer Komponist und PianistJohann Nepomuk Hummel (1778–1837)

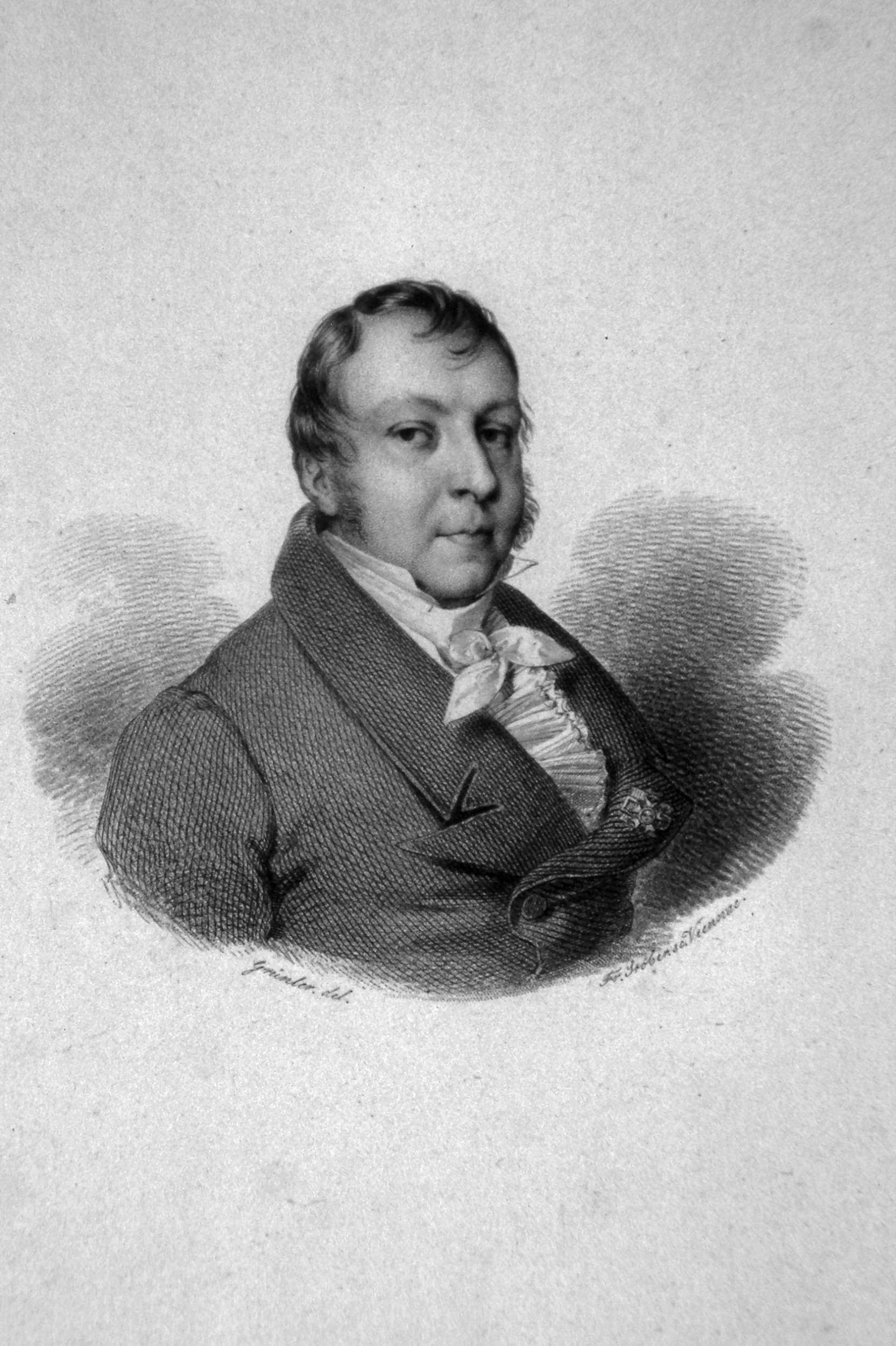
Johann Nepomuk Hummel (1778–1837)

- Hummel, Joseph Friedrich (1841–1919), österreichischer Kapellmeister und Komponist
- Hummel, Juliana (1870–1900), österreichische Kindesmörderin
- Hummel, Karl (1889–1945), deutscher Geologe und Paläontologe
- Hummel, Karl (1902–1987), deutscher pharmazeutischer Botaniker sowie orientalischer Philologe und Apotheker
- Hummel, Karl Eduard (1806–1892), königlich preußischer Generalmajor und zuletzt Inspekteur der 3. Festungsinspektion
- Hummel, Karl-Heinz (* 1953), deutscher Autor, Librettist, Darsteller und bayrischer Geschichtenerzähler
- Hummel, Karl-Joseph (* 1950), deutscher Zeithistoriker
- Hummel, Katrin (* 1968), deutsche Journalistin und Autorin
- Hummel, Kenny van (* 1982), niederländischer Radrennfahrer
- Hummel, Konrad (1923–2014), deutscher Labormediziner und Biostatistiker
- Hummel, Kreszentia (1907–2002), deutsche Bäuerin, Pfarrhaushälterin, Gerechte unter den Völkern
- Hummel, Larissa (* 1989), deutsche Fußballspielerin
- Hummel, Lars (* 1976), deutscher Rechtswissenschaftler
- Hummel, Lisbeth (* 1952), dänische Schauspielerin
- Hummel, Lore (1915–1997), deutsche Kunstdesignerin, Bilder-/Kinderbuchautorin und -illustratorin
- Hummel, Ludwig (1770–1840), deutscher Porträtmaler und Zeichner
- Hummel, Maria Innocentia (1909–1946), deutsche Franziskanerin, Zeichnerin und MalerinMaria Innocentia Hummel (1909–1946)

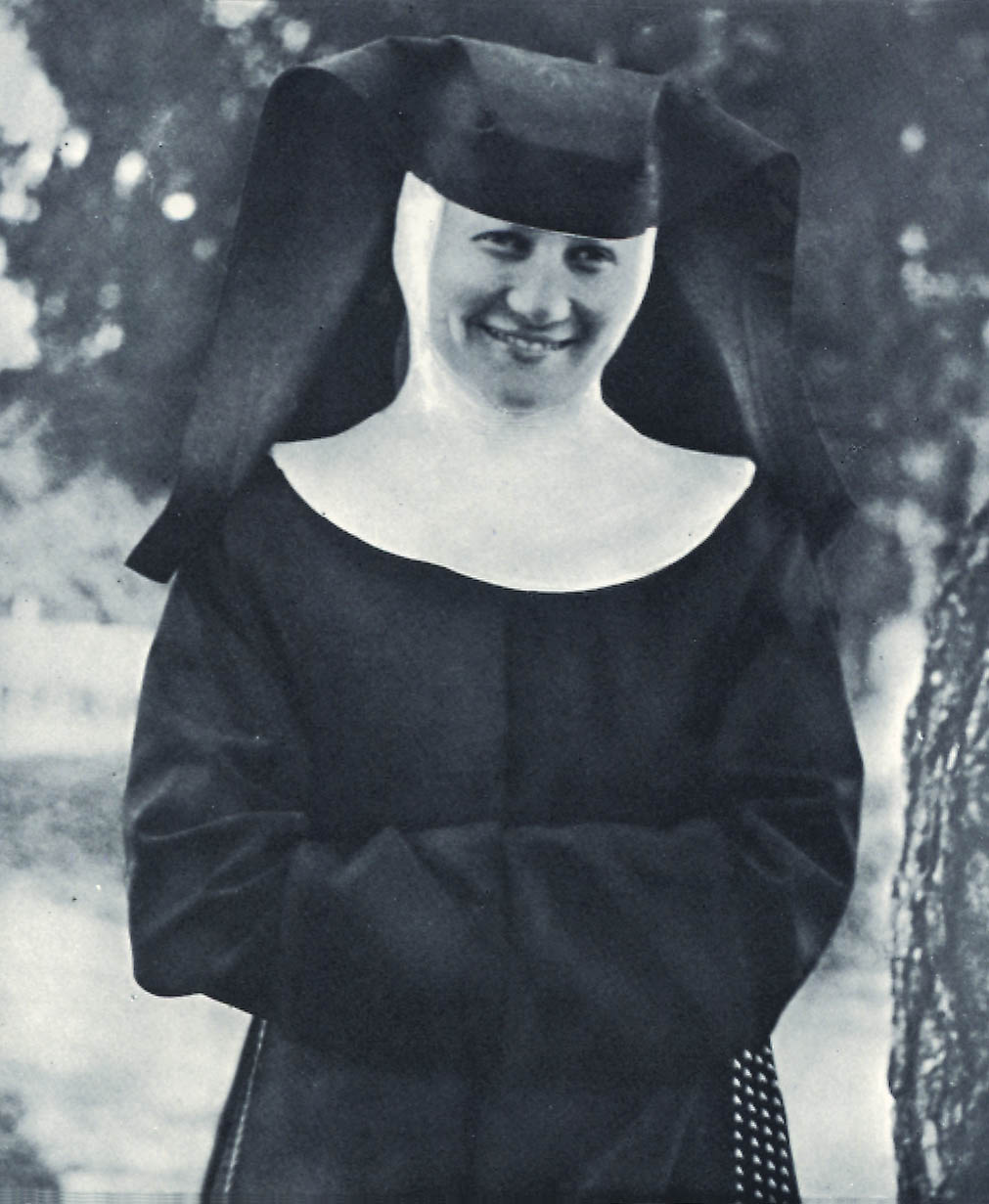
Maria Innocentia Hummel (1909–1946)

- Hummel, Mark (* 1956), US-amerikanischer Bluesharper (Mundharmonikaspieler)
- Hummel, Markus (* 1984), deutscher Wildwasserpaddler
- Hummel, Martin (* 1960), deutscher Romanist, Autor und Hochschullehrer
- Hummel, Mathilde (1863–1937), deutsche Opernsängerin (Kontra-Alt / Mezzosopran)
- Hummel, Matthäus (1425–1477), deutscher Hochschullehrer
- Hummel, Matthias (* 1984), deutscher Fußballspieler
- Hummel, Max (1875–1939), deutscher Architekt und Hochschullehrer
- Hummel, Merlin (* 2002), deutscher Hammerwerfer
- Hummel, Morena (* 1987), deutsche Schauspielerin
- Hummel, Nikolaus (1924–2006), österreichischer Bischof der altkatholischen Kirche
- Hummel, Otto (1892–1980), deutscher Wirtschaftswissenschaftler und Rektor der Reichsuniversität Posen (1942–1945)
- Hummel, Pascale (* 1963), französische Philologin, Historikerin der Philologie und Übersetzerin
- Hummel, Reinhard (* 1942), deutscher Hörspielautor
- Hummel, Reinhart (1930–2007), deutscher Theologe
- Hummel, Robert, deutscher Schauspieler, Hörspielsprecher und DrehbuchautorRobert Hummel

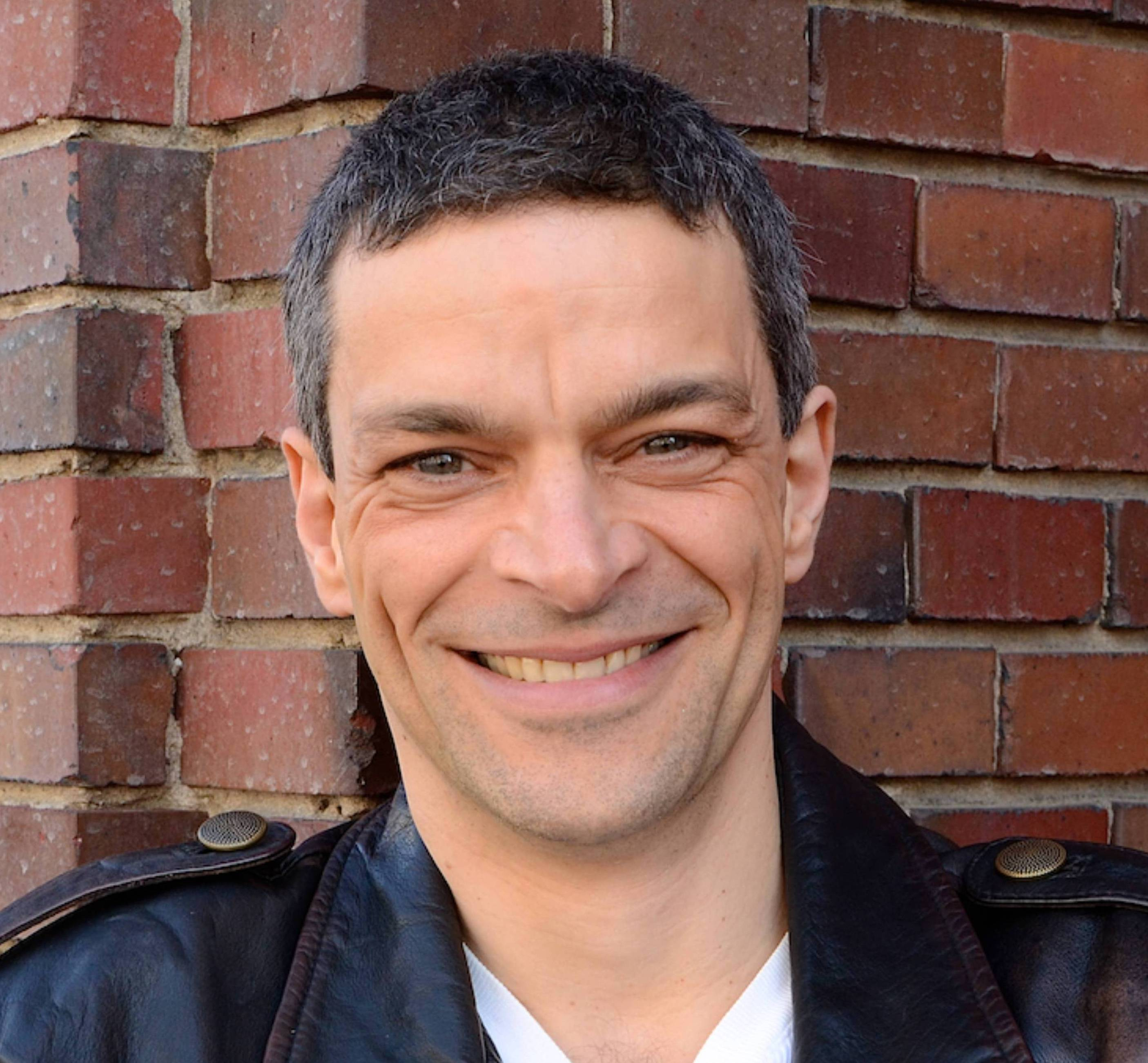
Robert Hummel

- Hummel, Rudolf (* 1989), österreichischer Eishockeytorwart
- Hummel, Samuel (* 1995), deutscher Schauspieler
- Hummel, Saskia (* 1972), deutsche Karateka
- Hummel, Siegbert (1908–2001), deutscher Tibetologe und Sinologe
- Hummel, Stanley (1908–2005), US-amerikanischer Pianist und Musikpädagoge
- Hummel, Stefan (* 1980), deutscher Koch
- Hummel, Stefan David (* 1968), österreichischer Musiker, Komponist und Kulturmanager
- Hummel, Tatjana (* 1990), deutsche Fußballspielerin
- Hummel, Theodor (1864–1939), deutscher Maler
- Hummel, Thomas (* 1962), deutscher Komponist, Musikinformatiker und Klangregisseur
- Hummel, Torbjørn (* 1955), dänischer Schauspieler und Synchronsprecher
- Hummel, Wilhelm (1862–1934), deutscher Chemiker, Industrieller und Kunstsammler
- Hummel, Willy (1872–1939), Schweizer Maler, Zeichner und Grafiker
- Hummelauer, Albert von (1791–1867), österreichischer Herrschaftsbesitzer und Politiker, Landtagsabgeordneter
- Hummelberger, Gabriel († 1544), deutscher Humanist und Botaniker
- Hummelberger, Michael (1487–1527), deutscher Humanist und Philologe
- Hummelberger, Walter (1913–1995), österreichischer Historiker und bedeutender Waffenkundler
- Hümmelchen, Gerhard (1927–2014), deutscher Historiker
- Hümmeler, Hans (1899–1966), deutscher Verleger
- Hümmeler, Peter (* 1979), deutscher Filmregisseur, Filmproduzent und Drehbuchautor
- Hummelgaard, Peter (* 1983), dänischer Politiker
- Hümmelgen, Melanie (* 1970), deutsche Internistin und Kardiologin
- Hummels, Cathy (* 1988), deutsche Moderatorin
- Hummels, Hermann (* 1959), deutscher Fußballspieler und -trainer
- Hummels, Jonas (* 1990), deutscher Fußballspieler
- Hummels, Mats (* 1988), deutscher FußballspielerMats Hummels (* 1988)

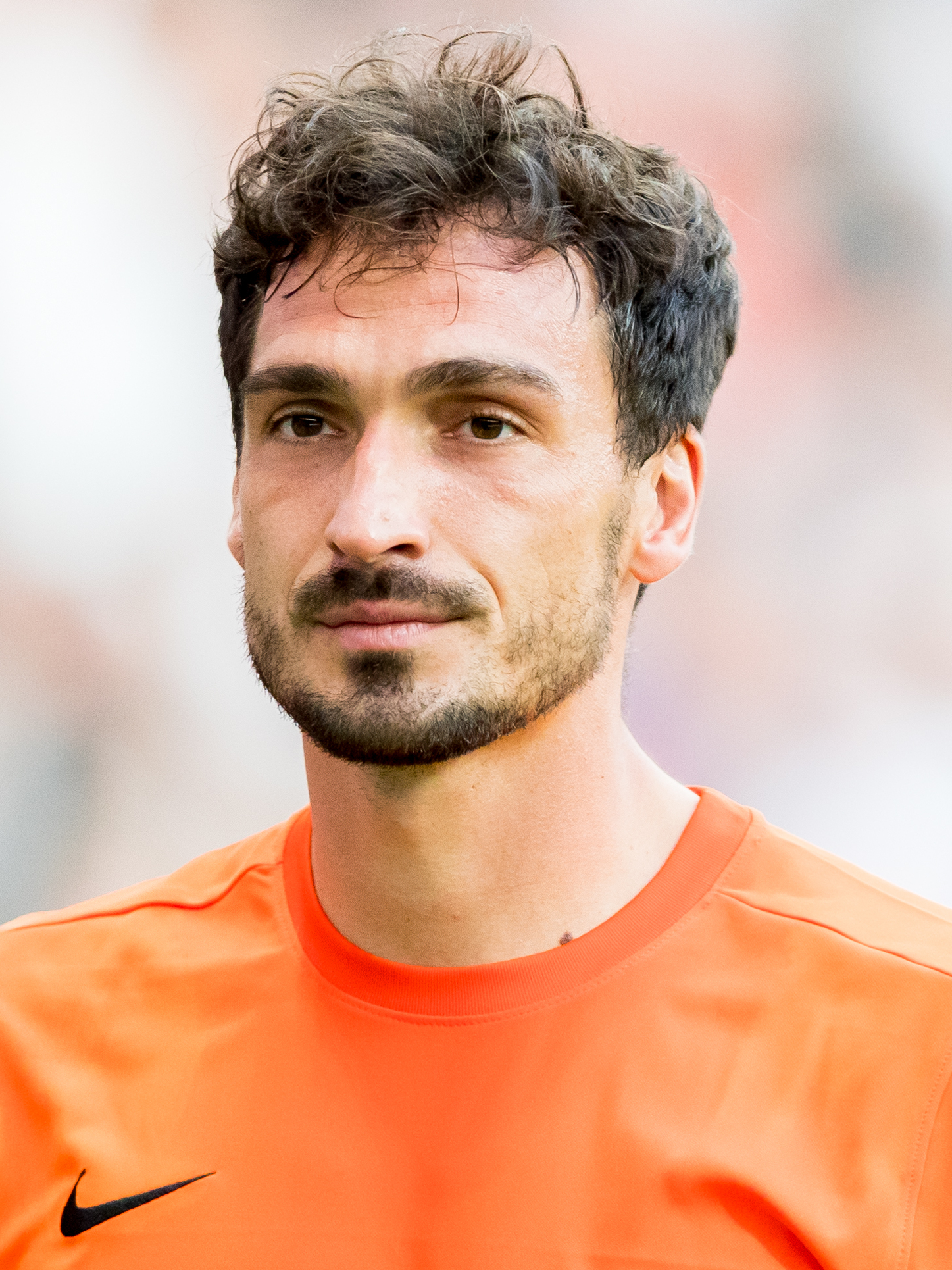
Mats Hummels (* 1988)

- Hummelsheim, Anja (* 1963), deutsche Fußballspielerin
- Hummelsheim, Eduard (1868–1952), deutscher Mediziner und Hochschullehrer
- Hummelsheim, Walter (1904–1984), deutscher Politiker und Widerstandskämpfer
- Hummelt, Detlef (* 1955), deutscher Kanute
- Hummelt, Günther (1931–2010), österreichischer Curling-Sportler und Sportfunktionär
- Hummelt, Norbert (* 1962), deutscher Dichter, Übersetzer und Journalist
- Hummeltenberg, Max (1913–2004), deutscher NDPD-Funktionär und Übersetzer
- Hummer, Bruno (* 1939), österreichischer Politiker (FPÖ), Landtagsabgeordneter
- Hümmer, Christian (* 1981), deutscher Jurist und Kommunalpolitiker (CSU)
- Hummer, Christian (1990–2022), österreichischer MusikerChristian Hummer (1990–2022)

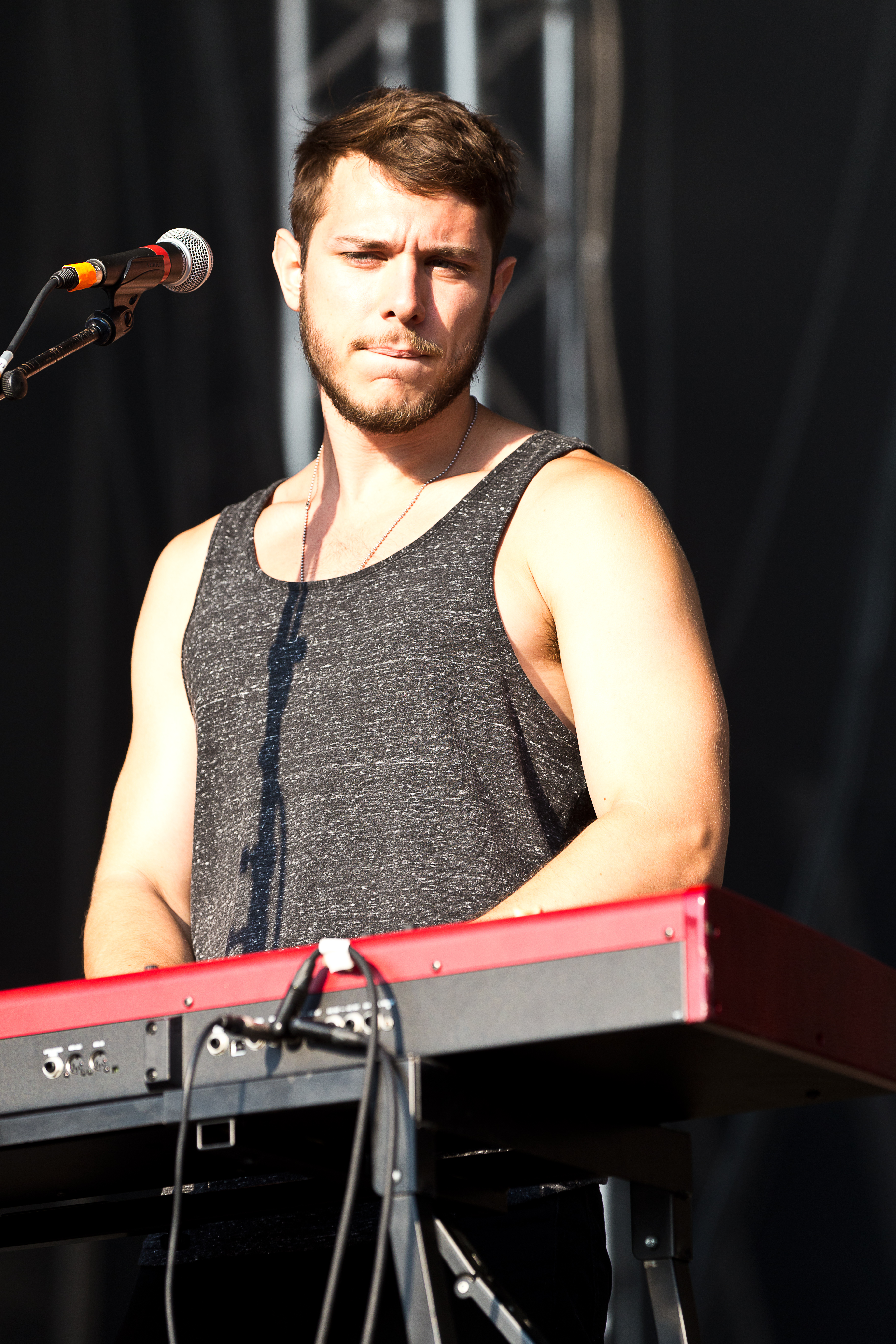
Christian Hummer (1990–2022)

- Hummer, Doris (* 1973), österreichische Unternehmerin und Politikerin
- Hummer, Günther (* 1939), österreichischer Politiker (ÖVP), Mitglied des Bundesrates
- Hummer, Gustav (1877–1959), österreichisch-mährischer Politiker, Apotheker und Schriftsteller
- Hümmer, Hans Peter (* 1943), deutscher Kinderchirurg und Studentenhistoriker
- Hummer, Josef (1901–1954), österreichischer Politiker (ÖVP), Abgeordneter zum Nationalrat
- Hummer, Julia (* 1980), deutsche Filmschauspielerin und Sänger-Songschreiberin
- Hümmer, Michael (* 1946), deutscher Fußballspieler
- Hümmer, Tizian (* 2003), deutscher Fußballspieler
- Hummer, Waldemar (* 1942), österreichischer Jurist und Hochschullehrer
- Hummers, Eva (* 1965), deutsche Medizinerin, Hochschullehrerin und Ärztefunktionärin
- Hummert, Christian (* 1979), deutscher Wissenschaftler und Hochschullehrer
- Hummes Specht, Iurgen (* 1991), brasilianischer Volleyballspieler
- Hummes, Cláudio (1934–2022), brasilianischer Geistlicher, Erzbischof von São Paulo und Kurienkardinal der römisch-katholischen Kirche
- Hummitzsch, Eduard (1846–1917), deutscher Generalmajor
- Hummitzsch, Georg (1898–1982), deutscher Maler
- Hummitzsch, Heinz (1910–1975), deutscher SS-Sturmbannführer
- Hummitzsch, Manfred (1929–2015), deutscher Parteifunktionär (SED) und Geheimdienstmitarbeiter
- Hummitzsch, Maria (* 1982), deutsche Übersetzerin
- Hummitzsch, Matthias (* 1949), deutscher Schauspieler
- Hummler, Alfred (1915–2010), Schweizer Politiker (FDP)
- Hummler, Anton (1908–1944), deutscher Widerstandskämpfer gegen den Nationalsozialismus
- Hümmler, Holm (* 1970), deutscher Physiker, Autor und Skeptiker
- Hummler, Konrad (* 1953), Schweizer PrivatbankierKonrad Hummler (* 1953)

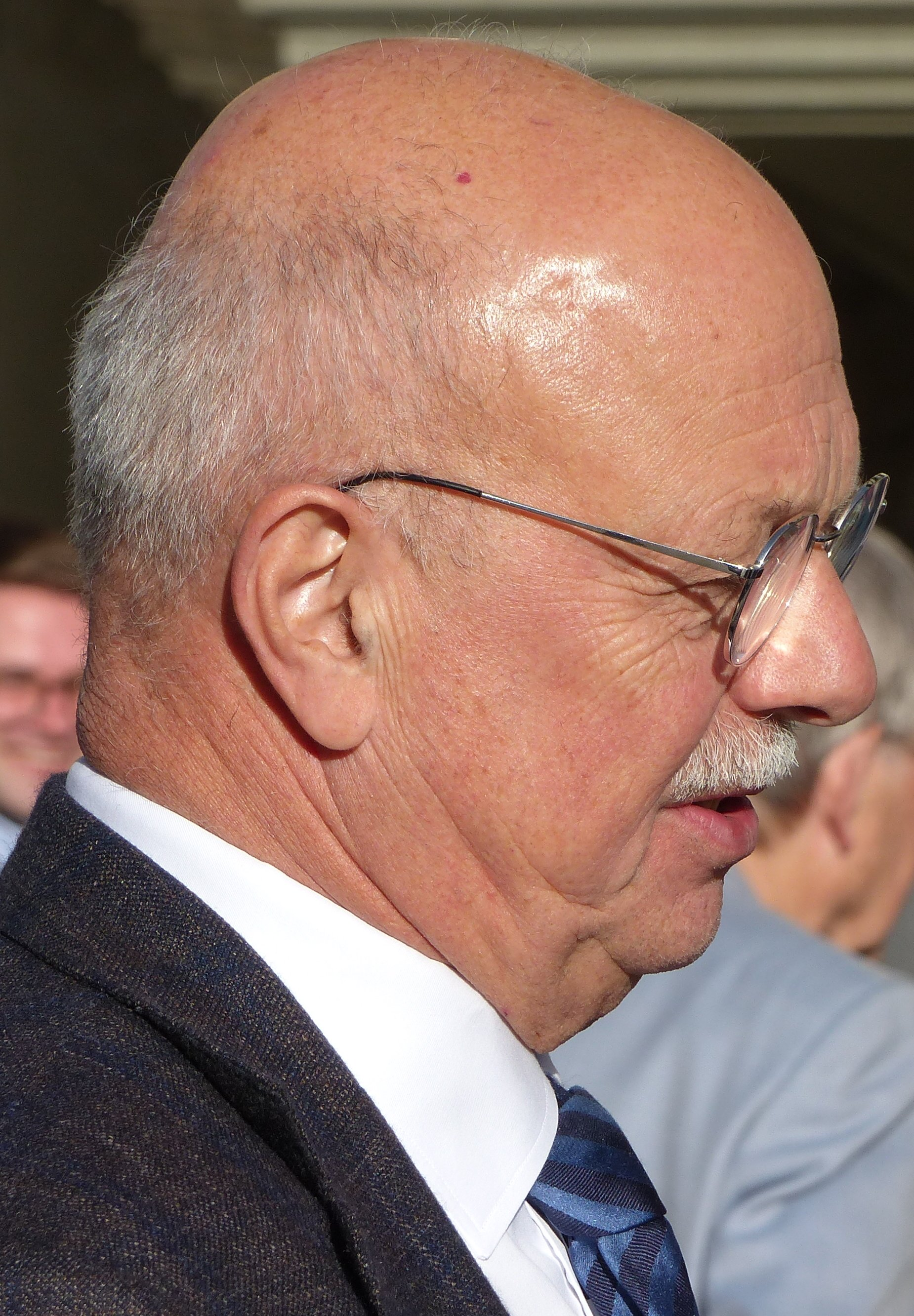
Konrad Hummler (* 1953)

- Hummrich, Merle (* 1970), Erziehungswissenschaftlerin
- Hummrich, Peter (1929–2000), deutscher Journalist, Schriftsteller und Politiker (SPD)
- Hummrich, Sophie Elise (* 1995), deutsche Schauspielerin

### Humn
- Humnig, Christoph (* 1983), deutscher Schauspieler

### Humo
- Humo, Hamza (1895–1970), jugoslawischer Schriftsteller und Kunsthistoriker
- Humouda, Emilio (1925–2012), Manager

### Hump
- Humpa, Hans (1939–2021), deutscher Fußballspieler
- Humpál, Josef (1918–1984), tschechoslowakischer Fußballspieler und -trainer
- Humpe, Annette (* 1950), deutsche Popsängerin und MusikproduzentinAnnette Humpe (* 1950)

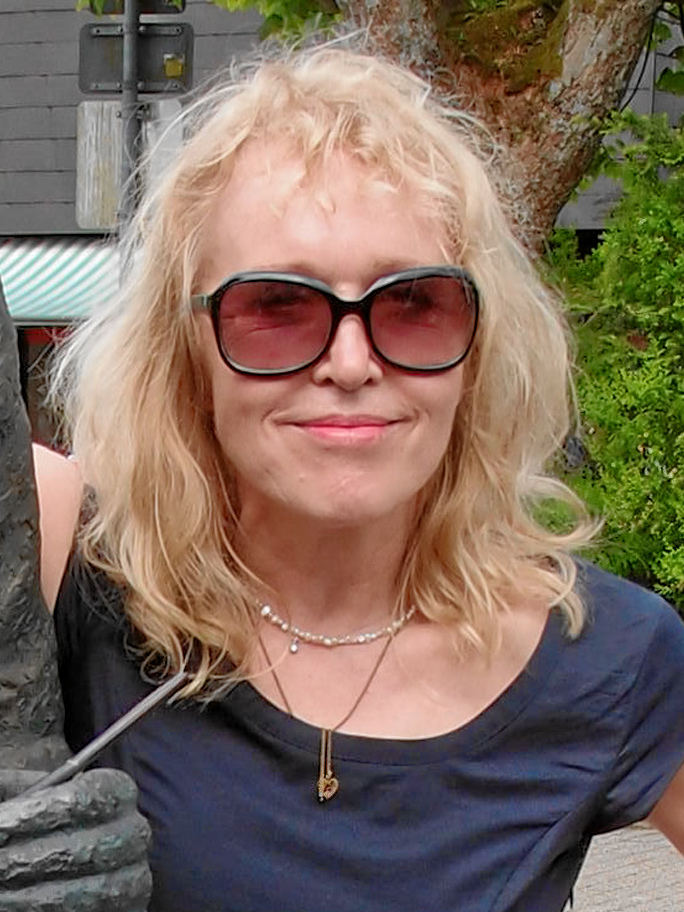
Annette Humpe (* 1950)

- Humpe, Inga (* 1956), deutsche Musikerin und Liedtexterin
- Humpel, Johann Caspar († 1728), deutscher Orgelbauer
- Hümpel, Nicola (* 1967), deutsche Theater- und Opernregisseurin
- Hümpel, Nina (* 1965), deutsche Kuratorin, Tanzmanagerin und Herausgeberin
- Humpeller, Simon, deutsch-österreichischer kaiserlicher Hofsteinmetzmeister und Bildhauer des Barock, Dombaumeister zu St. Stephan in Wien
- Humperdinck, Engelbert (1854–1921), deutscher Komponist der Spätromantik
- Humperdinck, Wolfram (1893–1985), deutscher Regisseur sowie Intendant
- Humpert, Hans (1901–1943), deutscher Komponist und Musikpädagoge
- Humpert, Hans Ulrich (1940–2010), deutscher Komponist
- Humpert, Klaus (1929–2020), deutscher Architekt und Stadtplaner
- Humpert, Maximilian (* 1990), deutscher Slam-Poet
- Humpert, Theodor (1889–1968), deutscher Lehrer und Historiker
- Humpert, Werner, deutscher Sportmoderator
- Hümpfer, Markus (* 1992), deutscher Politiker (SPD), MdB
- Hümpfner, Tiburtius (1885–1966), ungarischer Zisterziensermönch und Ordenshistoriker
- Hümpfner, Winfried (1889–1962), deutscher Augustinermönch, Mediävist und Parapsychologe
- Humphrey de Bohun, 4. Earl of Hereford († 1322), englischer Adliger und Lord High Constable von England
- Humphrey mit dem Bart, normannischer Adliger
- Humphrey, Albert C. (* 1951), US-amerikanischer Bluesmusiker
- Humphrey, Andrew (1921–1977), britischer Offizier der Luftstreitkräfte des Vereinigten Königreichs
- Humphrey, Augustin Reed (1859–1937), US-amerikanischer Politiker
- Humphrey, Bobbi (* 1950), US-amerikanische Flötistin, Altsaxophonistin und Sängerin
- Humphrey, Charles (1792–1850), US-amerikanischer Jurist und Politiker
- Humphrey, Chris (* 1987), jamaikanischer Fußballspieler
- Humphrey, Claude (1944–2021), US-amerikanischer American-Football-Spieler
- Humphrey, Creed (* 1999), US-amerikanischer American-Football-Spieler
- Humphrey, Doris (1895–1958), US-amerikanische Tänzerin und Choreografin
- Humphrey, Duke of Gloucester (1390–1447), Regent von England
- Humphrey, Edith (1875–1978), britische anorganische Chemikerin
- Humphrey, George (1889–1966), britischer Psychologe und Lerntheoretiker
- Humphrey, George M. (1890–1970), US-amerikanischer Geschäftsmann, Politiker sowie Finanzminister
- Humphrey, Gordon J. (* 1940), US-amerikanischer Politiker der Republikanischen Partei
- Humphrey, Herman L. (1830–1902), US-amerikanischer Politiker
- Humphrey, Hubert H. (1911–1978), US-amerikanischer Politiker, US-VizepräsidentHubert H. Humphrey (1911–1978)

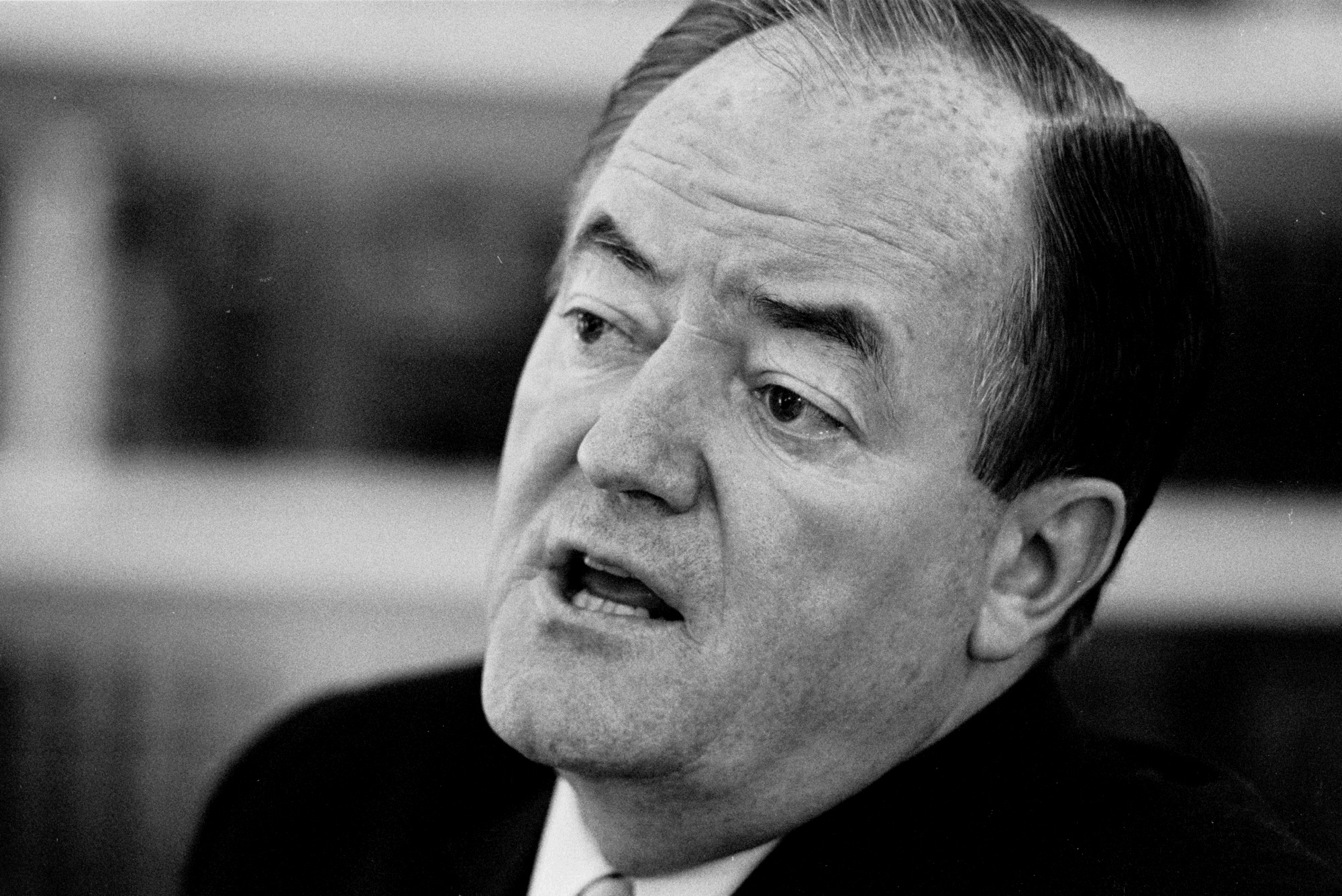
Hubert H. Humphrey (1911–1978)

- Humphrey, James (1811–1866), US-amerikanischer Jurist und Politiker
- Humphrey, James M. (1819–1899), US-amerikanischer Politiker
- Humphrey, John H. (* 1948), US-amerikanischer Klassischer Archäologe
- Humphrey, John Peters (1905–1995), kanadischer Jurist und Menschenrechtler
- Humphrey, Laurence (1527–1590), englischer puritanischer Theologe
- Humphrey, Lee (* 1984), US-amerikanischer Basketballspieler
- Humphrey, Lyman U. (1844–1915), US-amerikanischer Politiker
- Humphrey, Marlon (* 1996), US-amerikanischer American-Football-Spieler
- Humphrey, Maud († 1940), US-amerikanische Zeichnerin und IllustratorinMaud Humphrey († 1940)

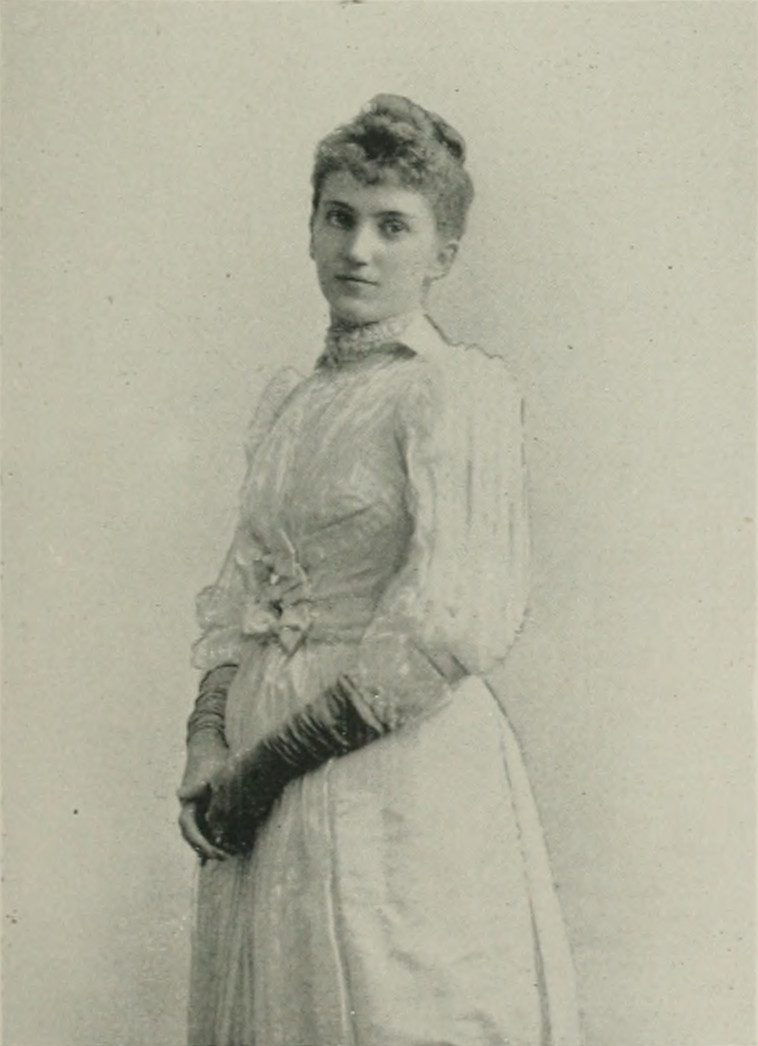
Maud Humphrey († 1940)

- Humphrey, Muriel (1912–1998), US-amerikanische Politikerin, Gattin des US-Vizepräsidenten Hubert Humphrey und Senatorin
- Humphrey, Nicholas (* 1943), britischer Psychologe
- Humphrey, Paul (1935–2014), US-amerikanischer Schlagzeuger
- Humphrey, Percy (1905–1995), US-amerikanischer Jazz-Bandleader und Trompeter
- Humphrey, Pierre (* 1986), deutscher Popsänger
- Humphrey, Renée (* 1975), US-amerikanische Schauspielerin
- Humphrey, Reuben (1757–1831), US-amerikanischer Jurist und Politiker
- Humphrey, Watts S. (1927–2010), amerikanischer Informatiker, verantwortlich unter anderem für die Entwicklung des Capability Maturity Model
- Humphrey, William (1862–1934), US-amerikanischer Politiker
- Humphrey, William Alvara (1876–1945), englischer Geologe und Mineraloge
- Humphrey, Willie (1900–1994), amerikanischer Jazzmusiker (Klarinette)
- Humphreys Storer, John (1859–1935), US-amerikanischer Anwalt, Projektentwickler und Immobilienfachmann
- Humphreys, Alastair (* 1976), britischer Abenteurer, Autor und Radfahrer
- Humphreys, Alf (1953–2018), kanadischer Schauspieler
- Humphreys, Andrew (1821–1904), US-amerikanischer Politiker
- Humphreys, Andrew A. (1810–1883), US-amerikanischer Offizier, Generalmajor des US-Heeres
- Humphreys, Bashir (* 2003), englischer Fußballspieler
- Humphreys, Benjamin G. (1808–1882), US-amerikanischer Politiker
- Humphreys, Benjamin G. II (1865–1923), US-amerikanischer Politiker
- Humphreys, Bob (1936–2022), US-amerikanischer Diskuswerfer
- Humphreys, Charles (1714–1786), US-amerikanischer Politiker
- Humphreys, Christine, Baroness Humphreys (* 1947), britische Politikerin (Liberal Democrats)
- Humphreys, Christmas (1901–1983), englischer Rechtsanwalt, Richter, Theosoph, Autor und Buddhist
- Humphreys, Colin (* 1941), britischer Physiker
- Humphreys, Corinne (* 1991), britische Leichtathletin
- Humphreys, Curtis J. (1898–1986), US-amerikanischer Physiker
- Humphreys, David (1936–2021), australischer Radsportler
- Humphreys, David (* 1971), irischer Rugby-Union-Spieler
- Humphreys, Edward Wingfield (1841–1892), walisischer Rechtsanwalt, neuseeländischer Politiker und als Farmer der Begründer der Stadt Middlemarch in Neuseeland
- Humphreys, Emyr (1919–2020), walisischer Schriftsteller
- Humphreys, Francis (1891–1961), irischer Politiker (Fianna Fáil)
- Humphreys, Frederick (1816–1900), US-amerikanischer Homöopath
- Humphreys, Frederick (1878–1954), britischer Tauzieher
- Humphreys, George, britischer Opernsänger (Bariton)
- Humphreys, Gerry (1931–2006), britischer Tontechniker
- Humphreys, Gerry (* 1946), walisischer Fußballspieler
- Humphreys, Heather (* 1963), irische Politikerin
- Humphreys, Henry Noel (1810–1879), englischer Schriftsteller und Illustrator
- Humphreys, James (* 1927), australischer Sprinter und Mittelstreckenläufer
- Humphreys, James E. (1939–2020), US-amerikanischer Mathematiker
- Humphreys, John Barnett (* 1787), Schiffbauer, Reeder
- Humphreys, John Lisseter (1881–1929), britischer Kolonialgouverneur in Nord-Borneo
- Humphreys, Kevin (* 1958), irischer Politiker (Irish Labour Party)
- Humphreys, Mabel Gweneth (1908–2006), kanadisch-amerikanische Mathematikerin und Hochschullehrerin
- Humphreys, Michael Conner (* 1985), US-amerikanischer Schauspieler
- Humphreys, Milton W. (1844–1928), US-amerikanischer Klassischer Philologe
- Humphreys, Parry Wayne (1778–1839), US-amerikanischer Politiker
- Humphreys, Paul (* 1960), britischer Keyboarder, Sänger und Songwriter
- Humphreys, Robert (1893–1977), US-amerikanischer Politiker
- Humphreys, Sydney (1926–2015), kanadischer Geiger und Musikpädagoge
- Humphreys, Thomas (1890–1967), britischer Langstreckenläufer
- Humphreys, William Jackson (1862–1949), US-amerikanischer Atmosphärenphysiker und Meteorologe
- Humphreys, William Y. (1890–1933), US-amerikanischer Politiker
- Humphries, Barry (1934–2023), australischer SchauspielerBarry Humphries (1934–2023)

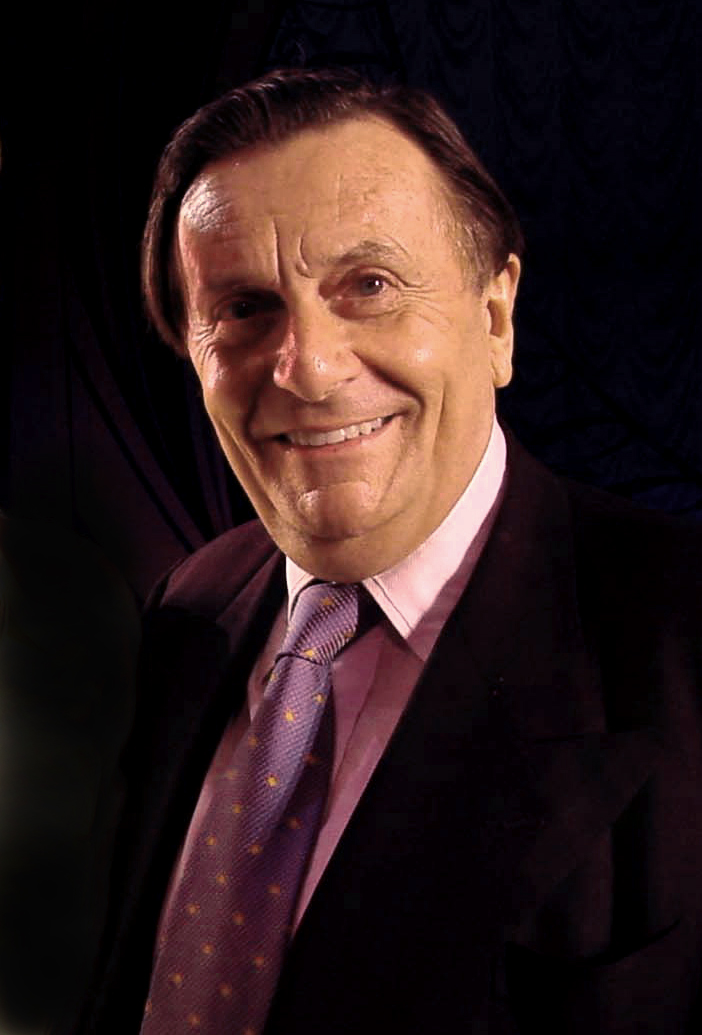
Barry Humphries (1934–2023)

- Humphries, Colin (* 1962), englischer Schiedsrichter der Billardvariante Snooker
- Humphries, D. J. (* 1993), US-amerikanischer American-Football-Spieler
- Humphries, Frank (1913–1978), US-amerikanischer Jazz- und R&B-Musiker
- Humphries, Gary (* 1958), australischer Politiker
- Humphries, Kaillie (* 1985), US-amerikanische und kanadische Bobsportlerin
- Humphries, Katherine Jane (* 1948), britische Wirtschaftshistorikerin und Hochschullehrerin
- Humphries, Kris (* 1985), US-amerikanischer Basketballspieler
- Humphries, Les (1940–2007), englischer Pop-MusikerLes Humphries (1940–2007)

Les Humphries (1940–2007)

- Humphries, Lex (1936–1994), US-amerikanischer Jazz-Schlagzeuger
- Humphries, Luke (* 1995), englischer Dartspieler
- Humphries, Mitchell (* 1993), australischer Eishockeyspieler
- Humphries, Roger (* 1944), US-amerikanischer Jazzschlagzeuger
- Humphries, Scott (* 1976), US-amerikanischer Tennisspieler
- Humphries, Tom L. (* 1946), amerikanischer Wissenschaftler, Autor und Dozent für Gehörlosenkultur und Gehörlosenkommunikation
- Humphris, Debra, Wissenschaftlerin und Dezember 2015 Vizekanzlerin der Universität Brighton
- Humphry, Derek (1930–2025), US-amerikanischer Schriftsteller und Journalist
- Humphry, Jay (* 1948), kanadischer Eiskunstläufer
- Humphry, Ozias (1742–1810), englischer Maler
- Humphrys, Francis (1879–1971), britischer Kolonialbeamter und Diplomat
- Humphrys, John (* 1943), britischer Fernsehjournalist
- Humphrys, Stephen (* 1997), englischer Fußballspieler
- Humpich, Ole (* 1995), deutscher Politiker (FDP), MdBB
- Humpidge, Thomas Samuel (1853–1887), englischer Chemiker
- Humplik, Josef (1888–1958), österreichischer Bildhauer und Maler
- Humplmayr, August (1829–1885), deutscher Unternehmer in München
- Humpoletz, Christian (1712–1783), österreichischer Zisterzienser und letzter Abt des Stiftes Baumgartenberg
- Humpoletz, Paul (* 1943), britischer Schauspieler
- Humpy, K. (* 1987), indische SchachspielerinK. Humpy (* 1987)

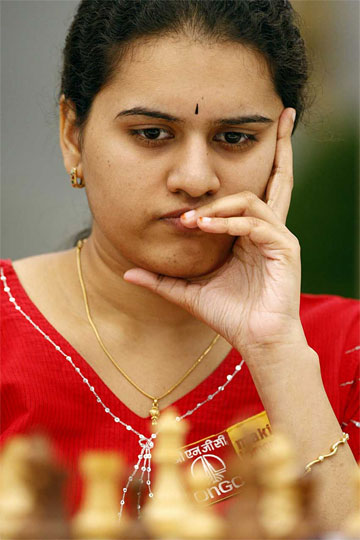
K. Humpy (* 1987)

### Hums
- Hums, Franz (1937–2015), österreichischer Politiker (SPÖ), Abgeordneter zum Nationalrat
- Hums, Theo (1909–1950), deutscher Kommunalpolitiker (NSDAP)
- Humser, Gustav (1836–1918), deutscher Jurist und Politiker
- Humser, Wilhelm (1870–1938), preußischer Major und Generalstabsoffizier
- Humsera († 1910), Bamberger Original

### Humu
- Humud bin Abbas al-Muʾayyad, jemenitischer schiitischer Geistlicher der Zaiditen